# Sender Wilsdruff
Der Sender Wilsdruff war ein Rundfunksender für Mittelwelle, der von 1954 bis 2013 nahe der Kleinstadt Wilsdruff bei Dresden in Betrieb war. Der Komplex gilt als eine der letzten erhaltenen Sendeanlagen ihrer Art in Deutschland und steht einschließlich der Umfriedung, der Wohn- und Sozialbauten sowie des Sendemastes auf der sächsischen Denkmalliste (Nr. 08964292). Am 1. August 2021 erfolgte die Sprengung der Halteseile, um den Sendemast zum Fallen zu bringen.

## Beschreibung

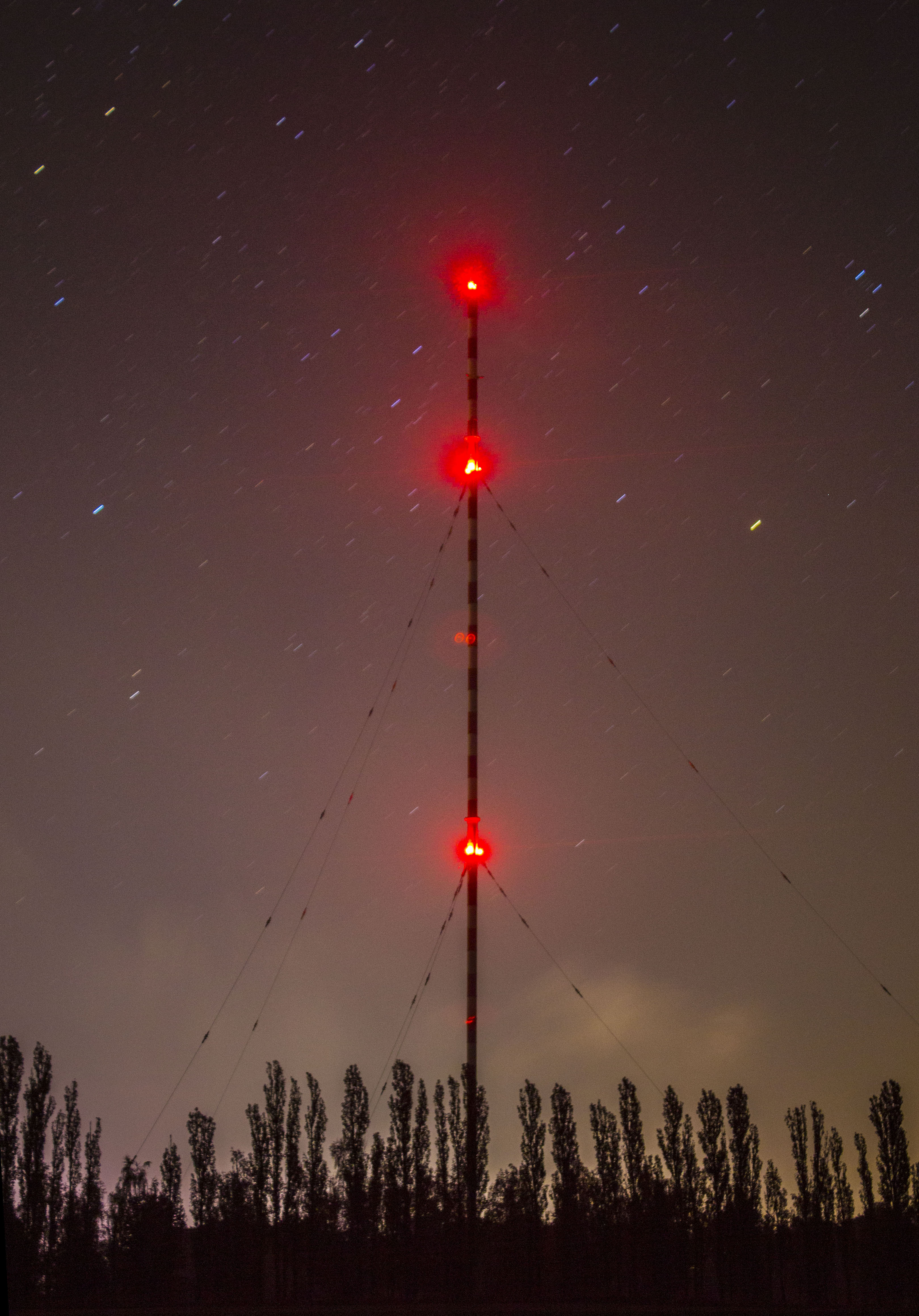
Der Sendemast bei Nacht. Die Befeuerung hatte eine Leistung von je 1 kW.

Als Antenne diente ein 153 Meter hoher, gegen Erde isolierter selbststrahlender Rohrmast. Die Länge des Mastes betrug das 0,53fache der Wellenlänge bei 1043 kHz, was exakt diejenige Länge ist, bei der eine Groundplane-Antenne die beste Flächenabstrahlung (Bodenwelle) liefert. Die Abspannseile waren je mehrfach durch Isolierstrecken unterbrochen, um möglichst wenig Einfluss auf die Antenne bzw. die abgestrahlten Felder zu haben. Neben diesem Mast gab es noch einen selbststrahlenden Gittermast mit Dachkapazität sowie eine Dreieckflächenantenne. Beide Antennen wurden abgerissen, die Fundamente und der Speisepunkt der Dreieckflächenantenne sind noch vorhanden.
Der Mast stand mit einem Keramikfuß auf dem Abstimmhaus, einem Beton-Rundbau, in dem die zur Anpassung des Speisekabels an die Antenne nötigen Spulen und Kondensatoren (Resonanztransformator) sowie Blitzschutzeinrichtungen untergebracht sind.
Der 250-kW-Sender arbeitete mit vier wassergekühlten Röhrentrioden des Typs SRW 357 und ist in einer abgesetzten Halle untergebracht. Er ist mit einer eigens konstruierten Reusenleitung mit dem Sendemast verbunden. Diese Reusenleitung ist als Einzeldenkmal gesondert denkmalgeschützt und in der Liste des Landesamtes für Denkmalpflege Sachsen (LfD) enthalten. Die weitgehende unzulässige Demontage der Reusenleitung ist dem LfD und dem zuständigen Referat Denkmalschutz des Landkreises Sächsische Schweiz-Osterzgebirge seit dem Jahr 2013 bekannt. Es erfolgt jedoch keine, dem LfD gesetzlich vorgeschriebene, Information der Bevölkerung über die Zerstörung des Denkmals (Löschung aus der Denkmalliste). Es gibt noch einen 20-kW-Röhrensender. Es gab zudem auch direkt neben dem Hauptmast einen Sendercontainer mit zwei Transistor-Sendern, die jedoch nach der Stilllegung verkauft wurden.
Im Hauptgebäude des Senders befinden sich in einer Halle die Senderöhren, Kondensatoren und aus Rohr gefertigte Luftspulen. Im Keller darunter ist die Stromversorgung und Kühlung untergebracht.
Zwei in einem weiteren Raum zur Notstromversorgung („Dieselhaus“) installierte Dieselaggregate dienten dem sicheren Betrieb, versorgten in Notsituationen jedoch auch teilweise die Stadt Wilsdruff mit Strom. Es handelte sich um Schiffsdiesel des nach dem Kriege aus dem Waggon- und Maschinenbau Görlitz (WUMAG) ausgegliederten VEB Görlitzer Maschinenbau mit je 515 kW, die, mit Pressluft angeworfen, binnen 2…3 min betriebsbereit waren.

### Einzeldenkmale des Senders und des ehemaligen Funkamtes
- drei Wohnhäuser mit Werkswohnungen
- Einfriedung des Geländes
- Torhaus
- Pförtnerhaus
- Verwaltungsgebäude mit Speise- und Veranstaltungssaal sowie Interieur
- männliche Plastik
- Stützmauern
- Garagengebäude
- Nebengebäude
- Sendergebäude mit Interieur und rückwärtiger Anbau über Eck
- Maschinenhaus mit rückwärtigem Anbau und Kühlturm
- Lüftungsbauwerk
- drei Antennenhäuser
- Reusenleitung (ca. 200 m)
- Sendemast mit Fußgebäude
- original Sendetechnik mit allen Versorgungsanlagen
- Werkstattgebäude
- Bürogebäude
- drei Wachtürme und Schutzzone für das Technikgelände
- original Interieur in Haus A und Haus B (Wandbild im Speisesaal, Innentüren, Wand- und Deckenleuchten, Wanduhren, Parkettböden, Treppengeländer usw.)
- umgebende Parkanlage (Gartendenkmal mit Pflasterflächen, Baumgruppen und Baumreihen und Bepflanzung)

## Geschichte
Durch den Kopenhagener Wellenplan, der ab 1950 galt und in dem Deutschland als Kriegsverlierer nur wenige Frequenzen zugeteilt bekam, musste die DDR alte Mittelwellensender in Potsdam, Schwerin, Bernburg und
Erfurt abschalten. Um weiter einen Rundfunkempfang auf Mittelwelle gewährleisten zu können, errichtete man neben kleineren Sendern fünf Großsender mit einer Leistung von je 250 kW in Berlin-Köpenick, Wöbbelin, Burg, Wilsdruff und Wachenbrunn. Der Baubeginn des 153 Meter hohen Rohrmastes in Wilsdruff war im September 1952. Nach im September 1953 erfolgten Tests wurde das Sendezentrum Wilsdruff am 8. Mai 1954 offiziell eingeweiht.
Bis in die 1990er Jahre wurde von diesem Sender mit einer Leistung von 250 Kilowatt auf der Frequenz 1044 kHz gesendet. In der DDR wurde über den Sender das Programm Radio DDR I abgestrahlt. Über den zunächst als Reserve vorgesehenen zweiten Sender wurde später mit 20 kW das Programm des Berliner Rundfunks auf 1089 kHz, ab 1978 auf 1431 kHz gesendet. Von 1968 bis 1969 wurde auf 1430 kHz das Programm des zu propagandistischen Zwecken gegenüber der Tschechoslowakei betriebenen Radio Vltava ausgestrahlt.
Der Sender steht heute als technisches Denkmal auf der sächsischen Kulturdenkmalliste. Die Gesamtanlage ist als Relikt der Stalinära mit umfassenden Sicherungsanlagen (zweireihiger gekröpfter Stacheldrahtzaun mit Hundelaufbahn und Wachtürmen) fast original erhalten.

Bilder vom Besuch des Sender Wilsdruff am 10. September 2000
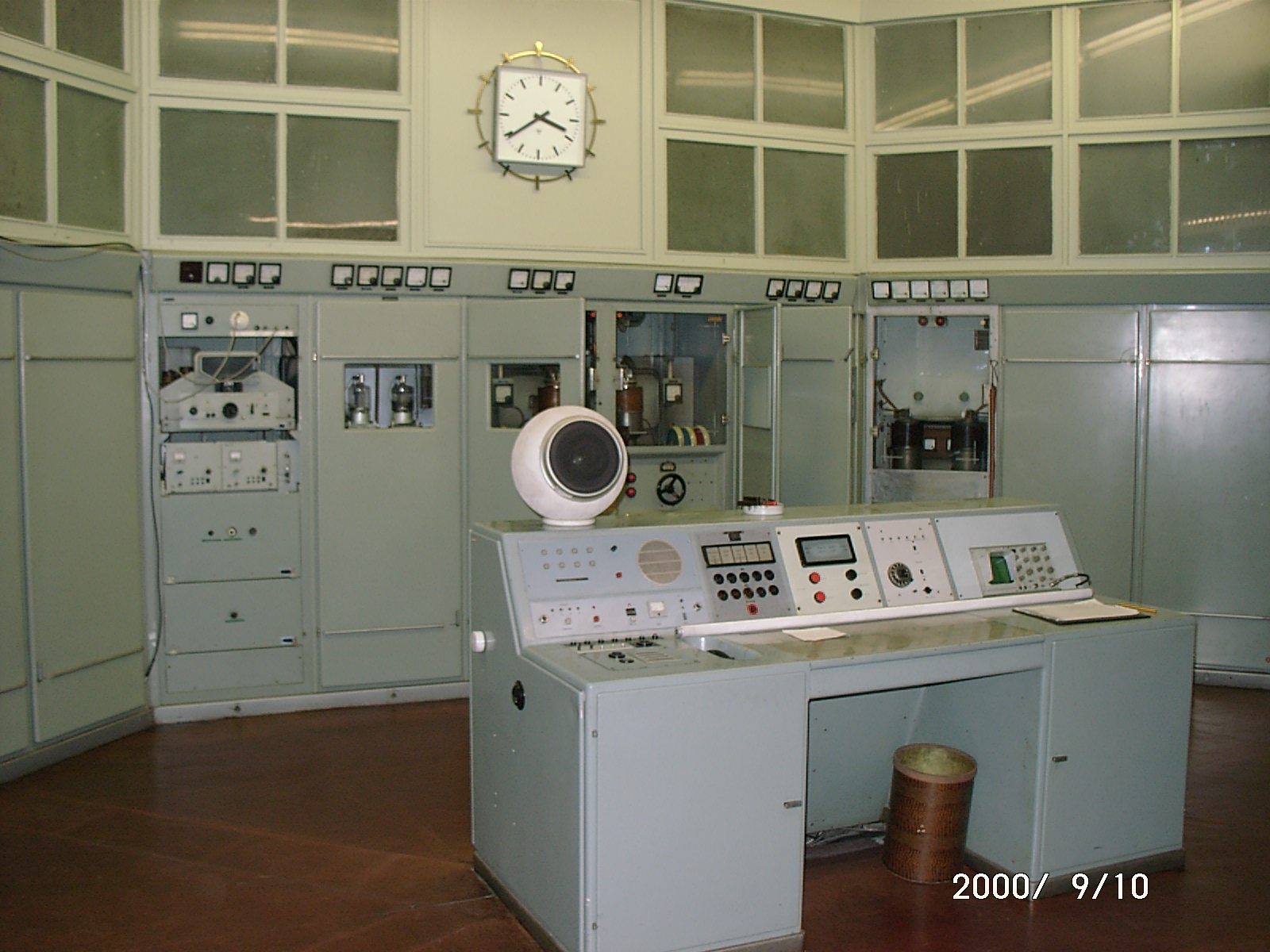
Bedienpult im Sendehaus
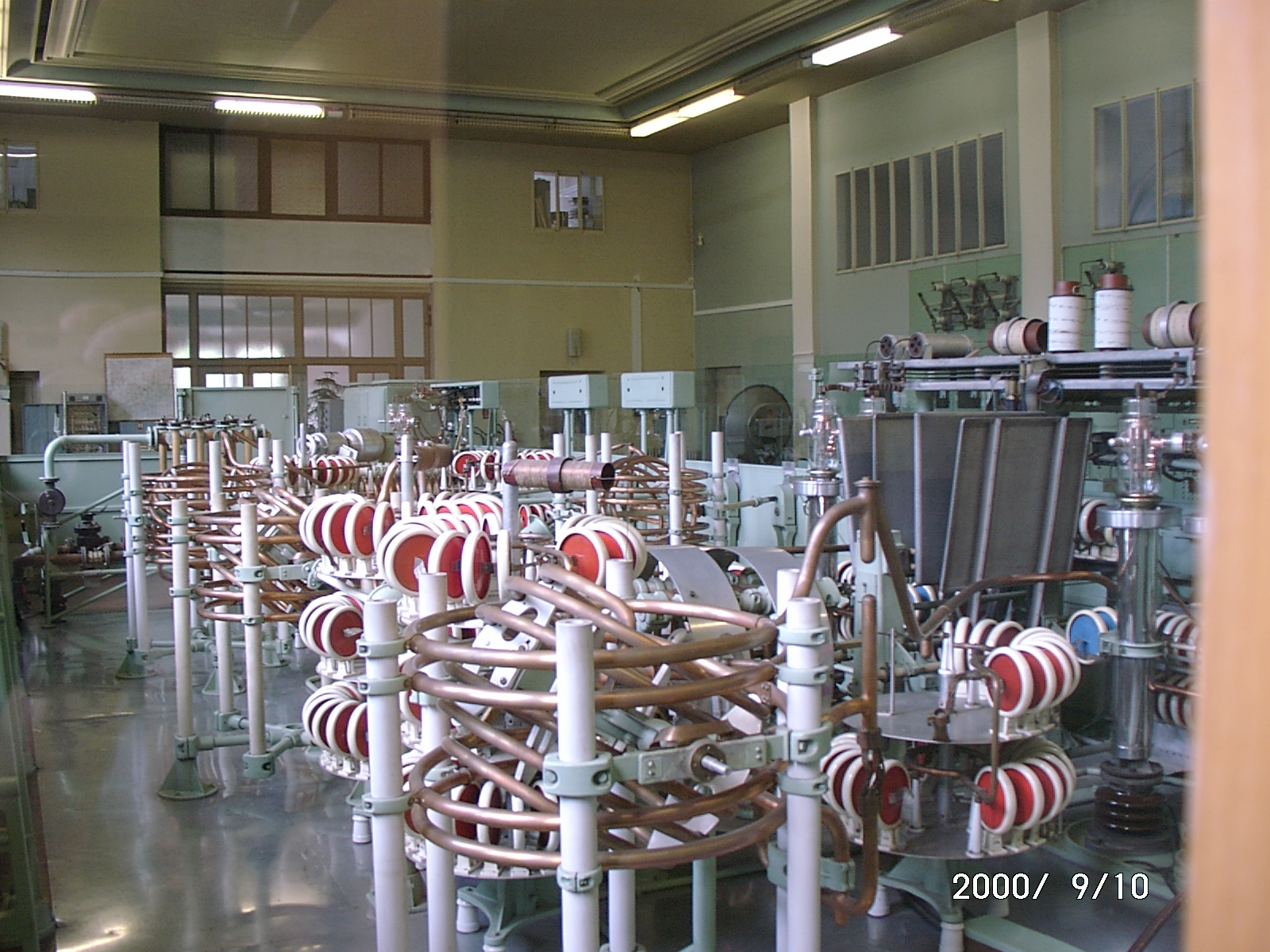
Sendeanlage
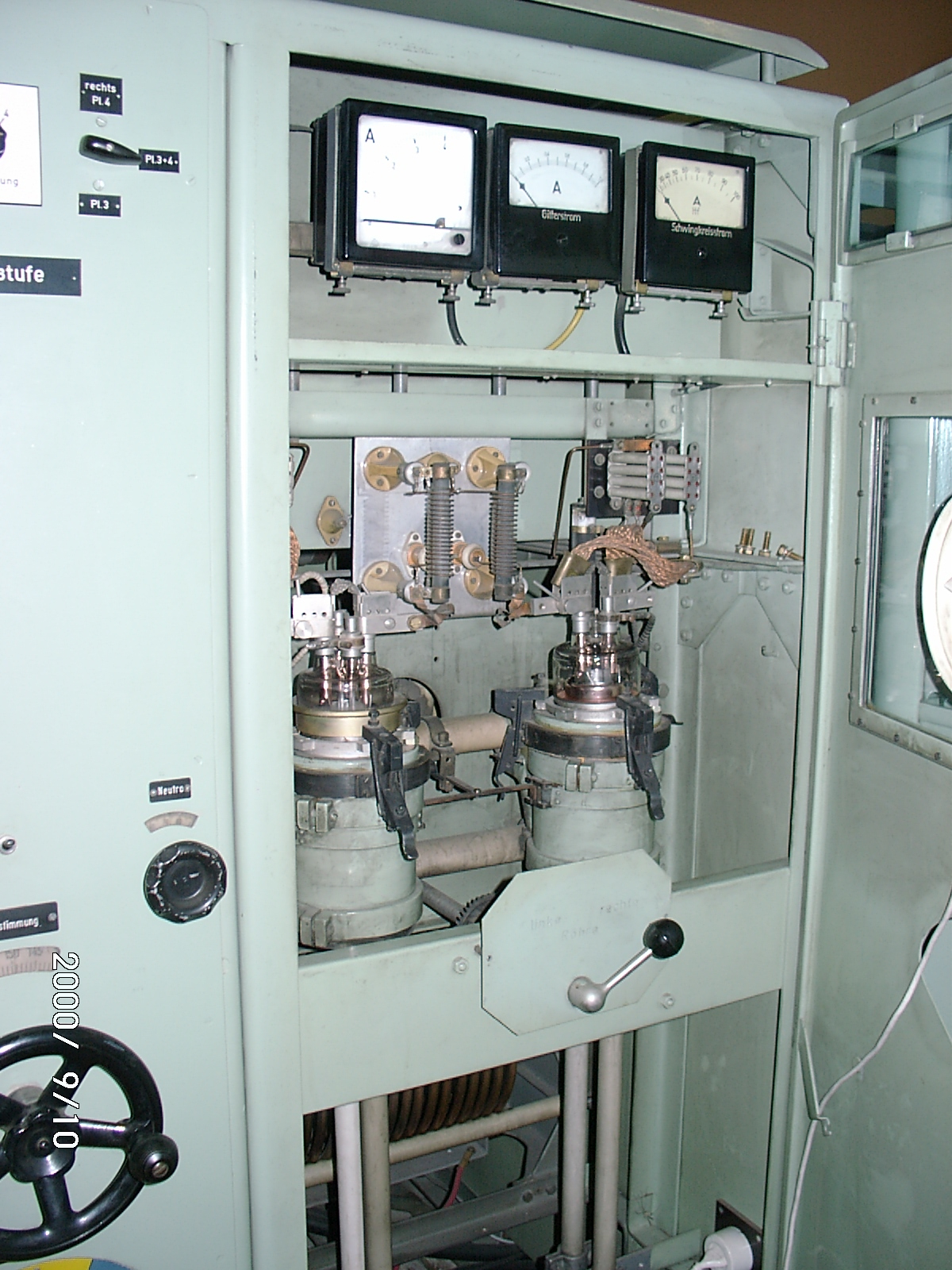
Technik-Detailansicht
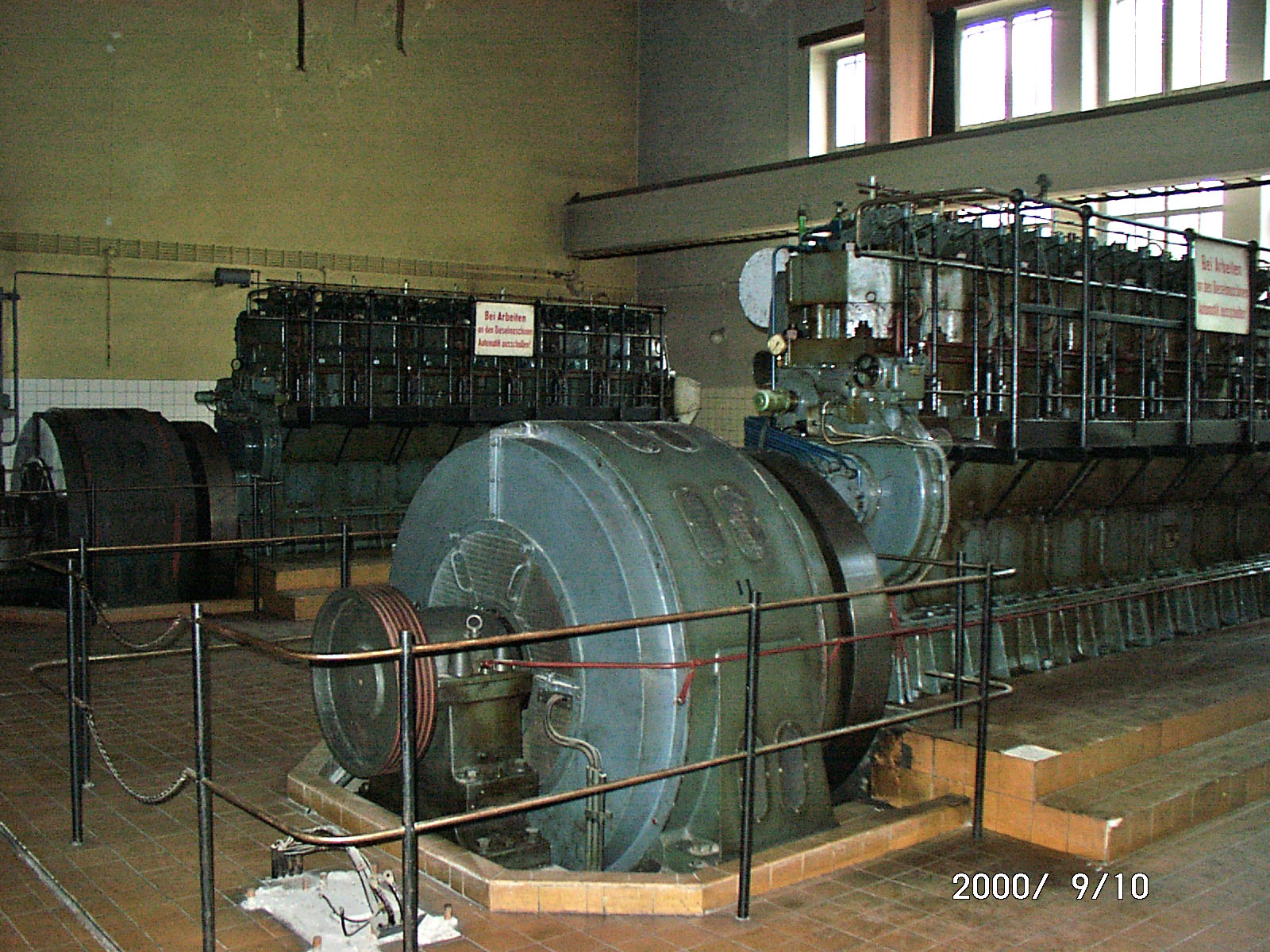
Schiffsdiesel zur Notstromversorgung
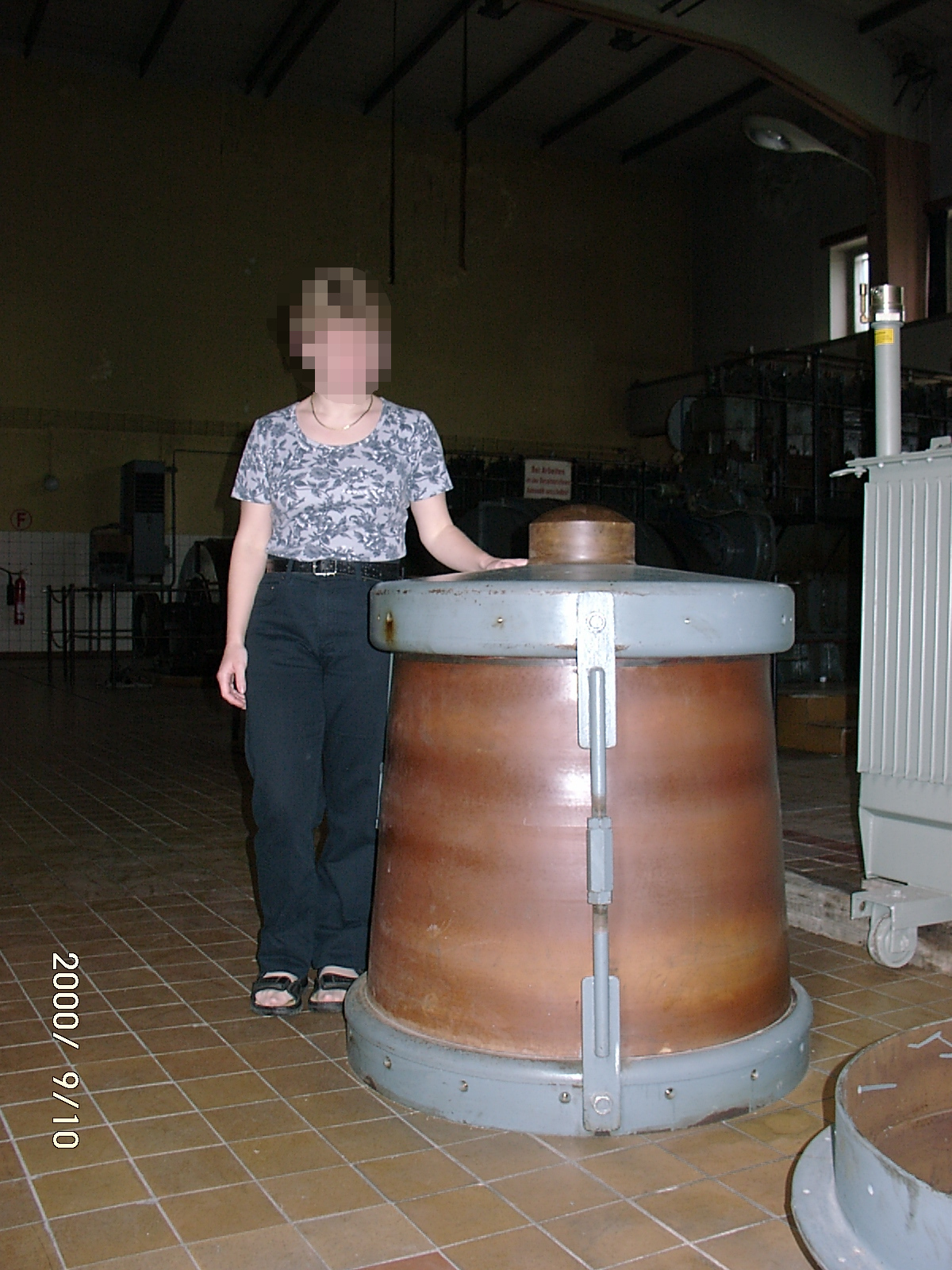
Reserve-Isolator für den Sendemast
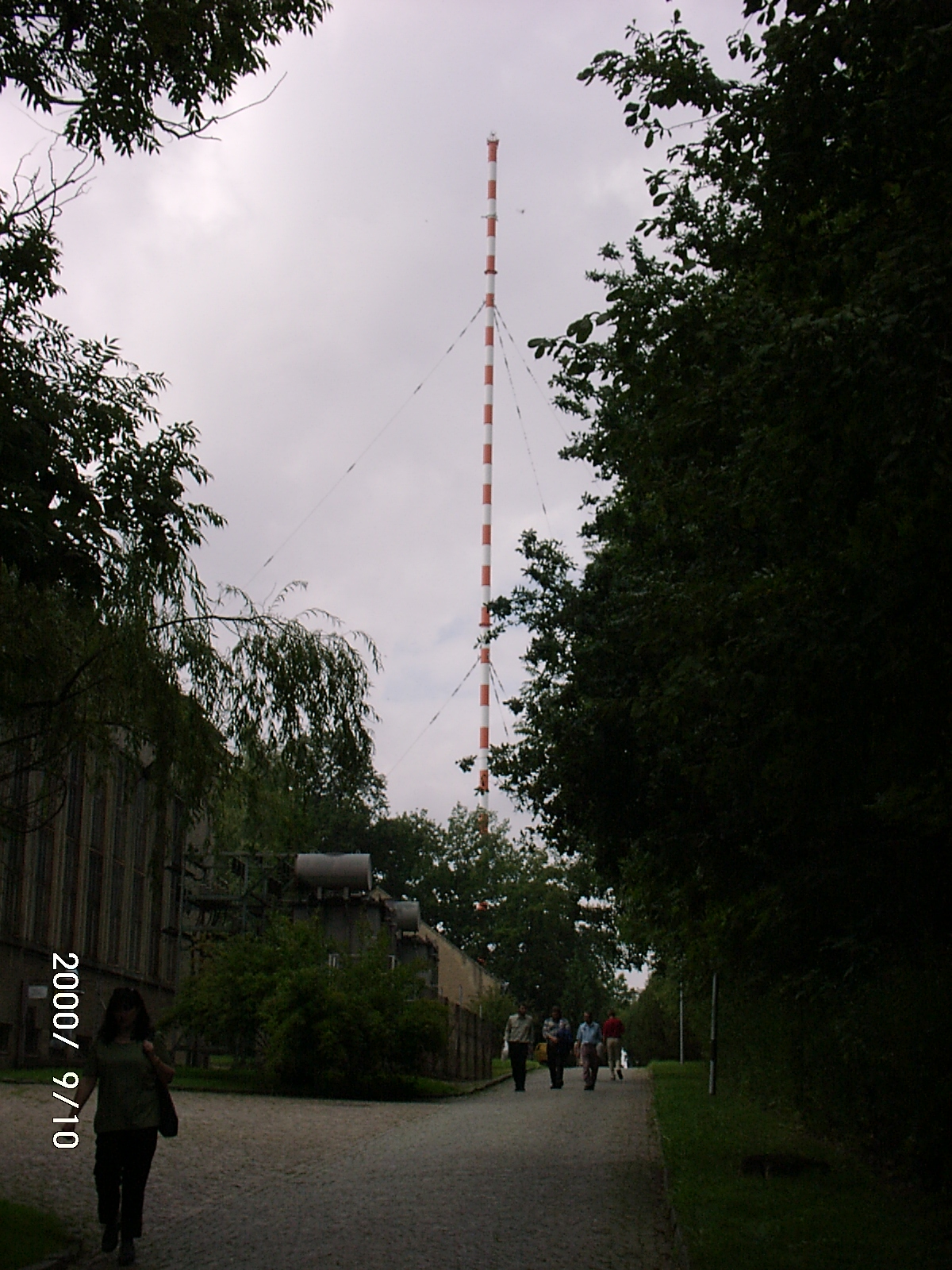
Weg vom Senderhaus zum Sendemast
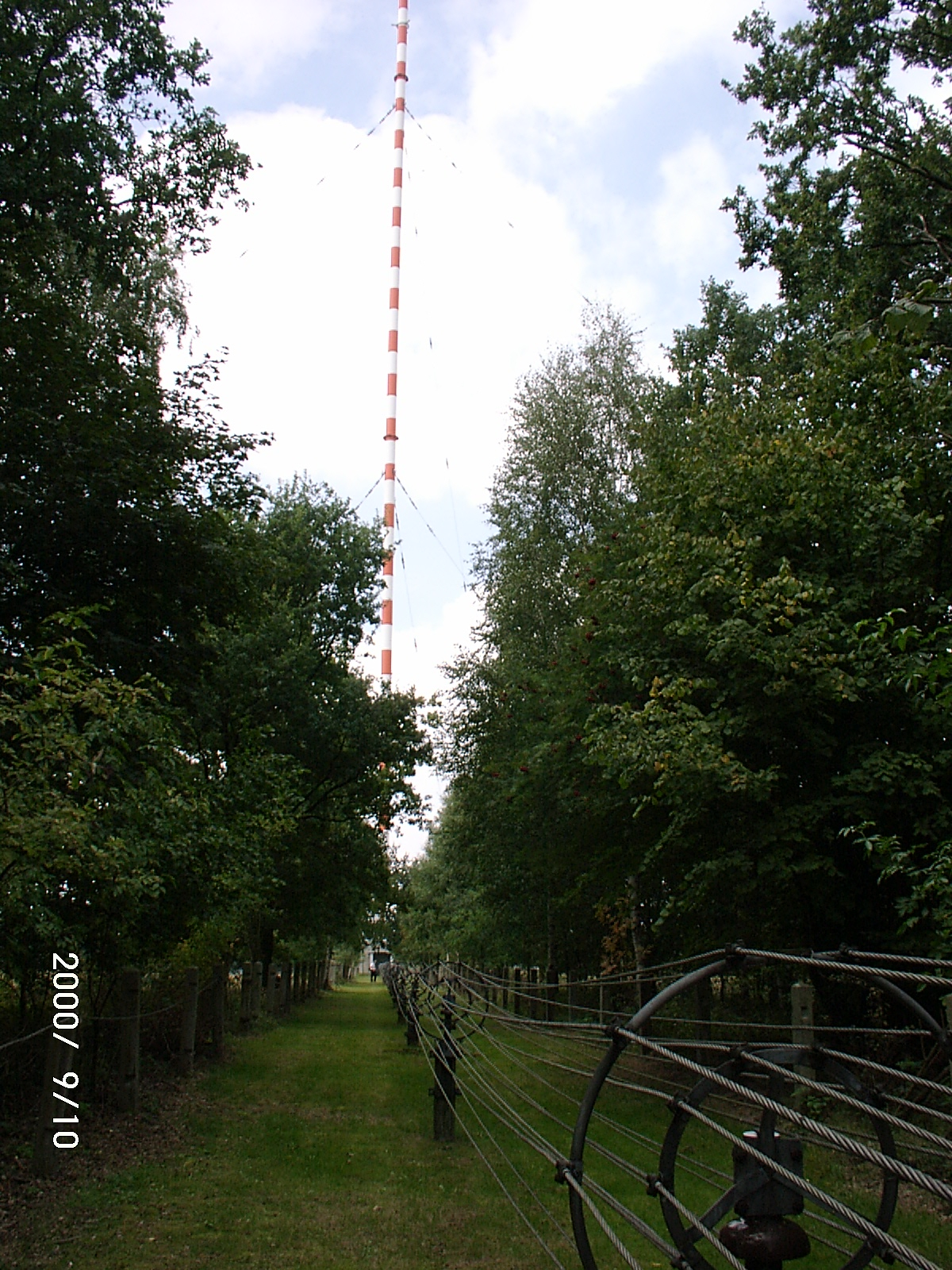
Reusenleitung zur Übermittlung des Signals
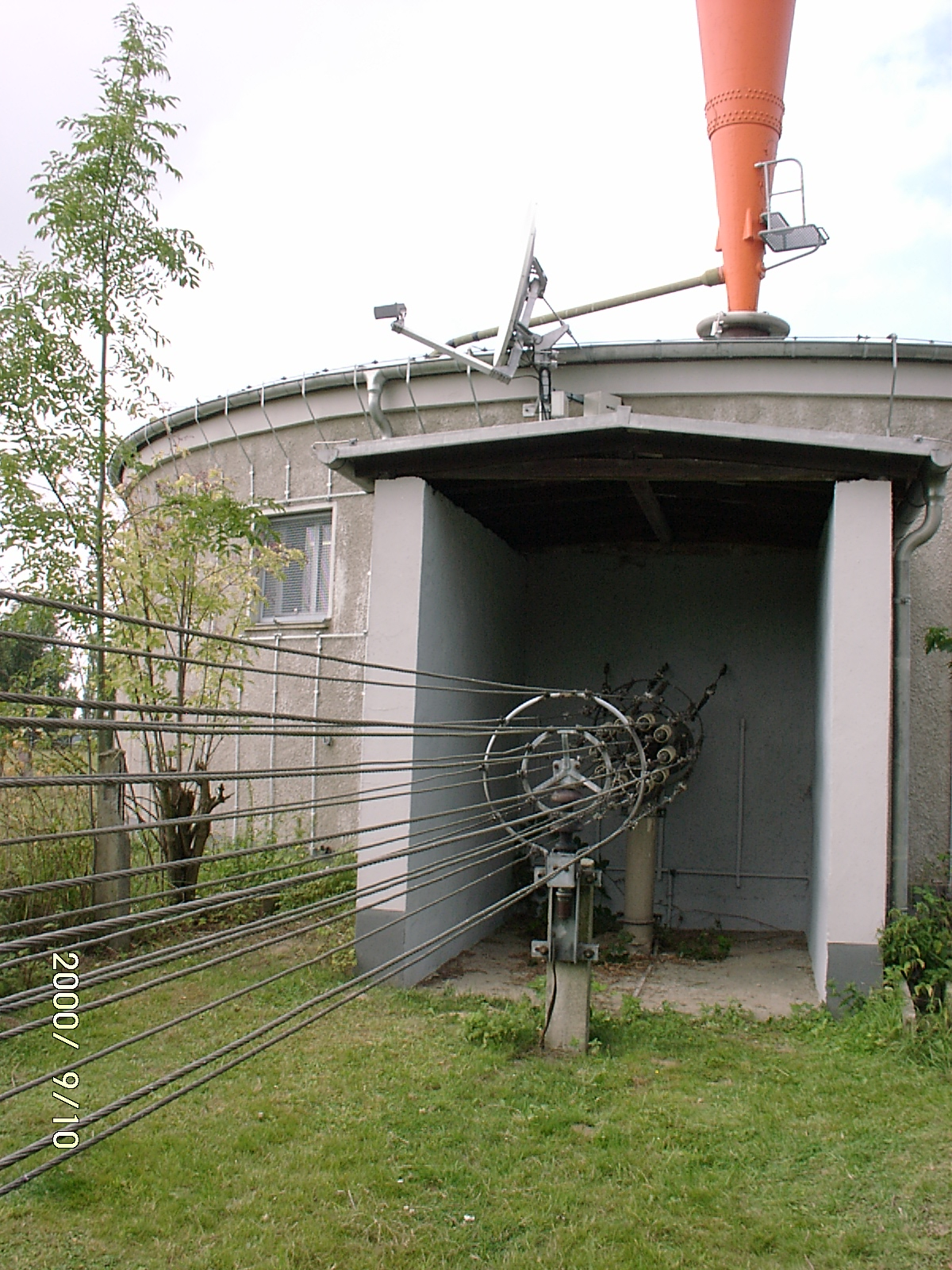
Anschluss der Reusenleitung am Fußgebäude
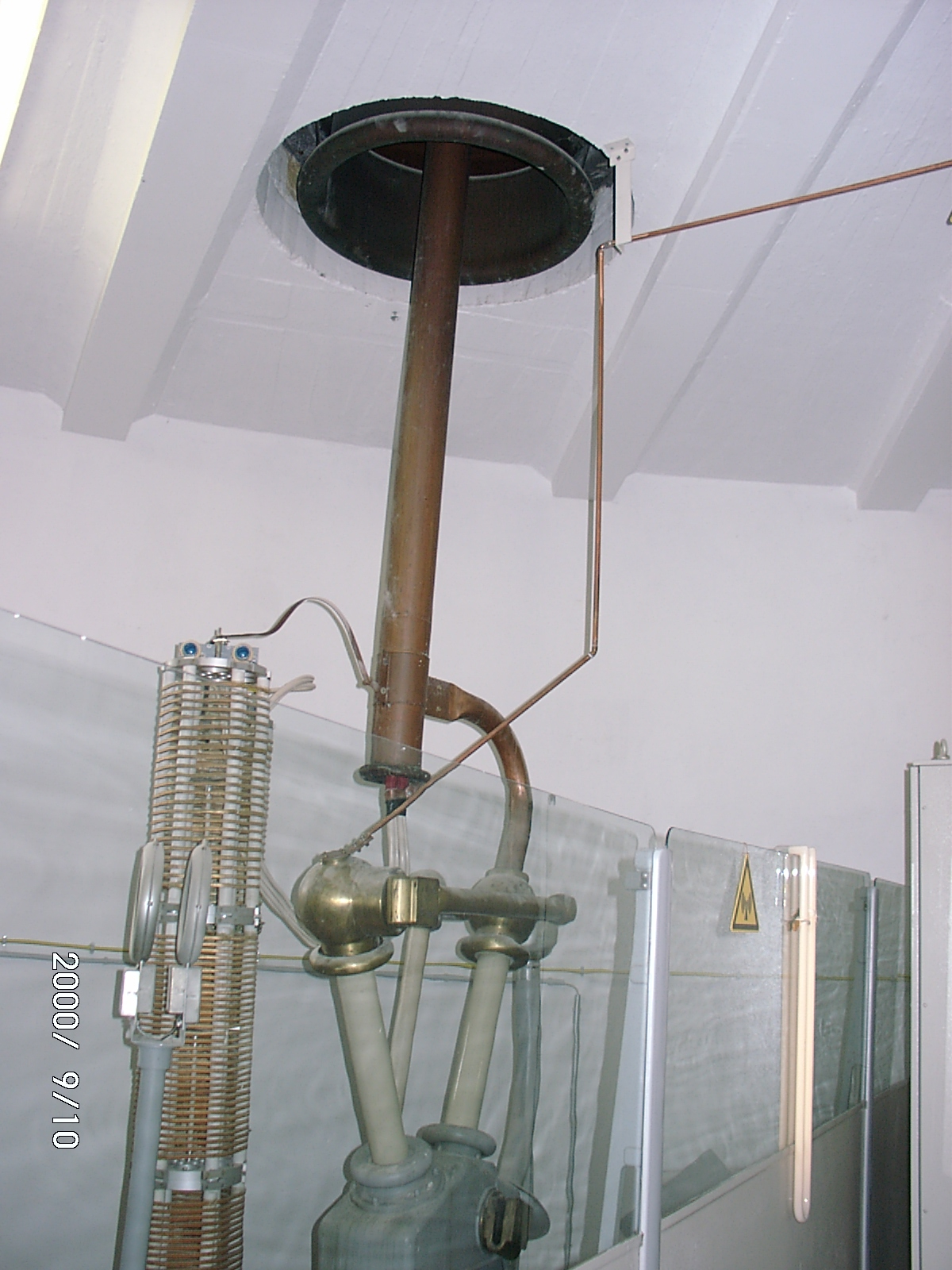
Einspeisung des Sendesignal im Fußgebäude
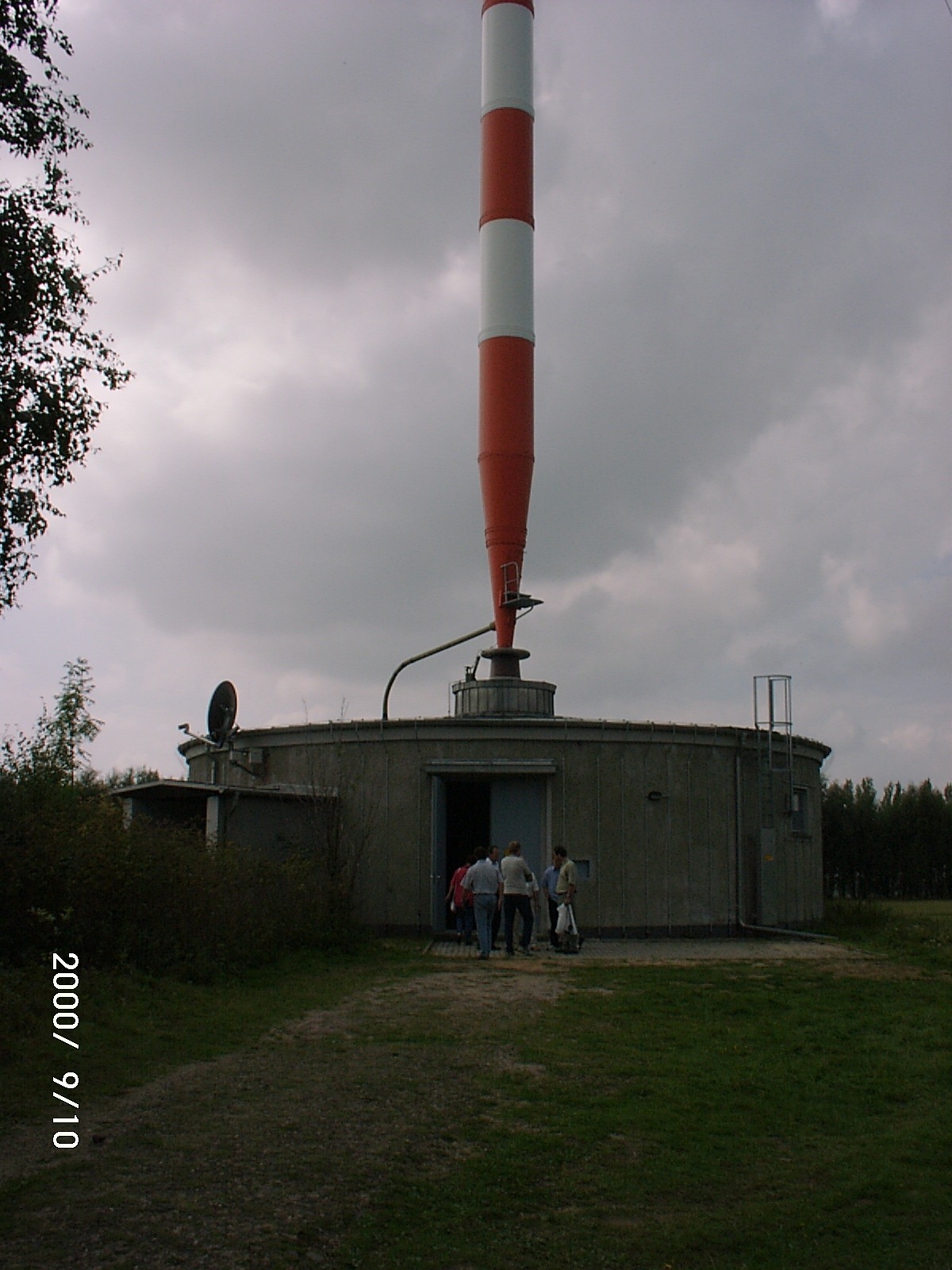
Fußgebäude mit Sendemast

Seit Mitte der 1990er Jahre betrug die Sendeleistung nur noch 20 Kilowatt. Der hierfür benutzte moderne Sender ist vollkommen halbleiterbestückt und mit in dem Rundbau, auf dem auch der Antennenmast steht, untergebracht. Eine Zeit lang wurde nun das Programm MDR Sputnik (entstanden aus DT64) abgestrahlt, nachdem dessen UKW-Übertragung über den Fernsehturm Dresden abgeschaltet worden war.
Bis 2003 befand sich in Wilsdruff auch eine Dreiecksflächenantenne als Ersatzantenne für die Frequenz 1044 kHz, Hauptantenne war der Rohrmast.
In Wilsdruff wurde bis 2013 auf der Frequenz 1044 kHz das Programm des Senders MDR Info abgestrahlt. Auch Direktübertragungen von den Sitzungen des Sächsischen Landtages waren über diese Frequenz zu empfangen, hierfür wurde dann das Programm von MDR Info unterbrochen. Von 2001 bis 2003 wurde in Wilsdruff noch ein zweiter Sender für Megaradio auf 1431 kHz betrieben. Er bediente sich ebenfalls des Rohrmastes.
Nach der Neuausschreibung wurde die Frequenz 1431 kHz durch die Sächsische Landesmedienanstalt SLM an die Stimme Russlands vergeben. Sendebeginn in Wilsdruff war der 1. April 2006, es wurden Programme aus Moskau in deutscher, englischer und russischer Sprache übertragen. Im Dezember 2012 kündigte die Stimme Russlands an, ihre Mittelwellensendungen aus Wilsdruff aus finanziellen Erwägungen heraus zum 1. Januar 2013 einzustellen. Von dieser Maßnahme waren auch die Mittelwellensender in Cremlingen-Abbenrode und Wachenbrunn betroffen.
Am 30. April 2013 um 06:00 Uhr morgens endete die Mittelwellenübertragung von MDR Info aus Wilsdruff mit der Aufschaltung einer Hinweisschleife, die auf den alternativen Empfangsweg DAB+ hingewiesen hatte und noch bis 6. Mai 2013 lief. Nach deren Abschaltung um 06:00 Uhr lief über den Sender Wilsdruff ein Leerträger, bis um 09:00 Uhr auf allen drei Mittelwellensendern (Wilsdruff, Wiederau und Reichenbach) die Hinweisschleife erneut aufgeschaltet wurde. Der Sender in Wilsdruff wurde um 11:37 Uhr als letzter der drei Sender von einem Techniker des Senderbetreibers Media Broadcast vor Ort manuell abgeschaltet. Damit gibt es keine Rundfunkübertragungen mehr von diesem Standort. Der Abriss erfolgte durch eine Sprengung der Halteseile am 1. August 2021.

Detailaufnahmen
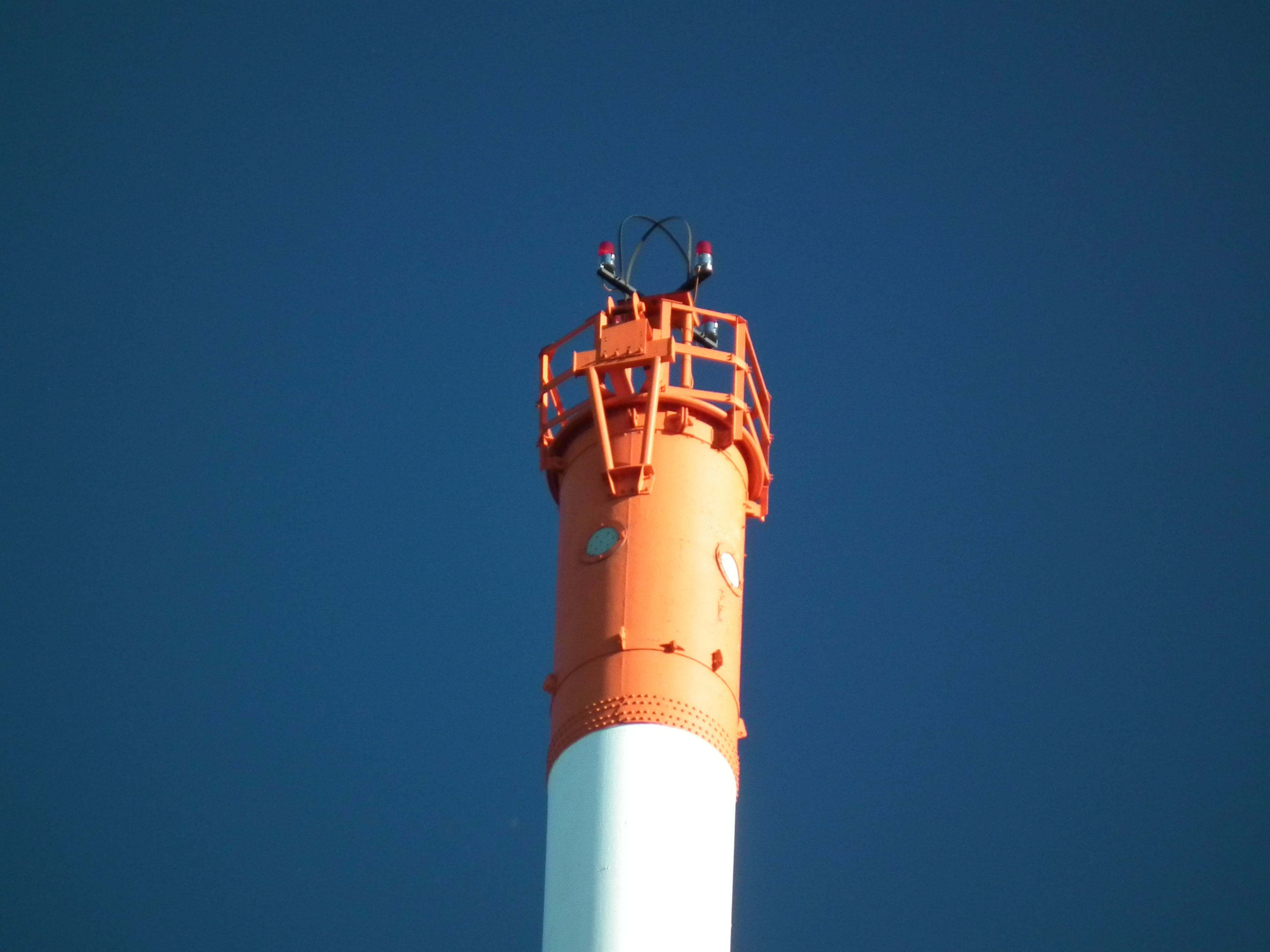
Mastspitze
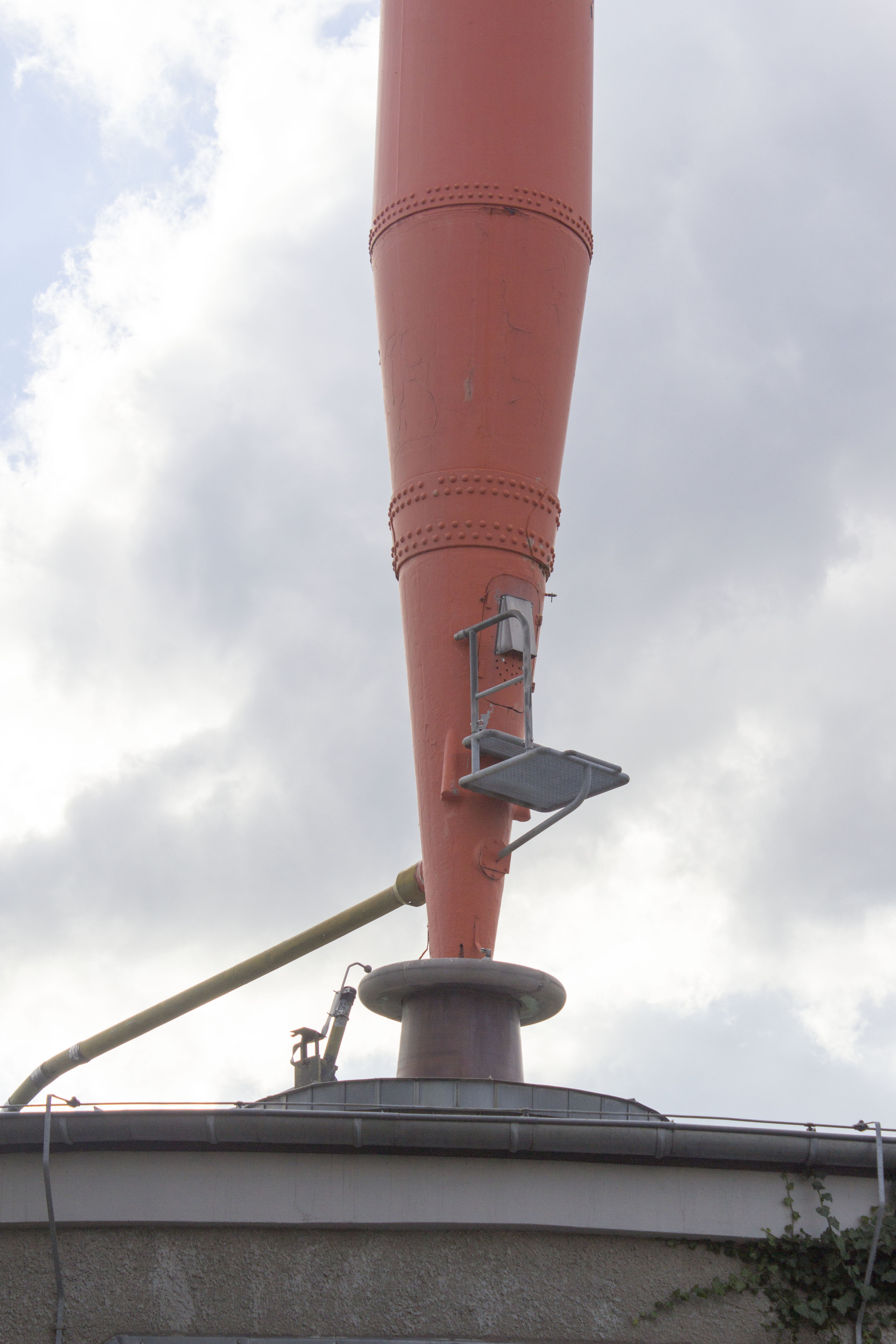
Der Keramikfuß mit Sockel und Einstiegsluke
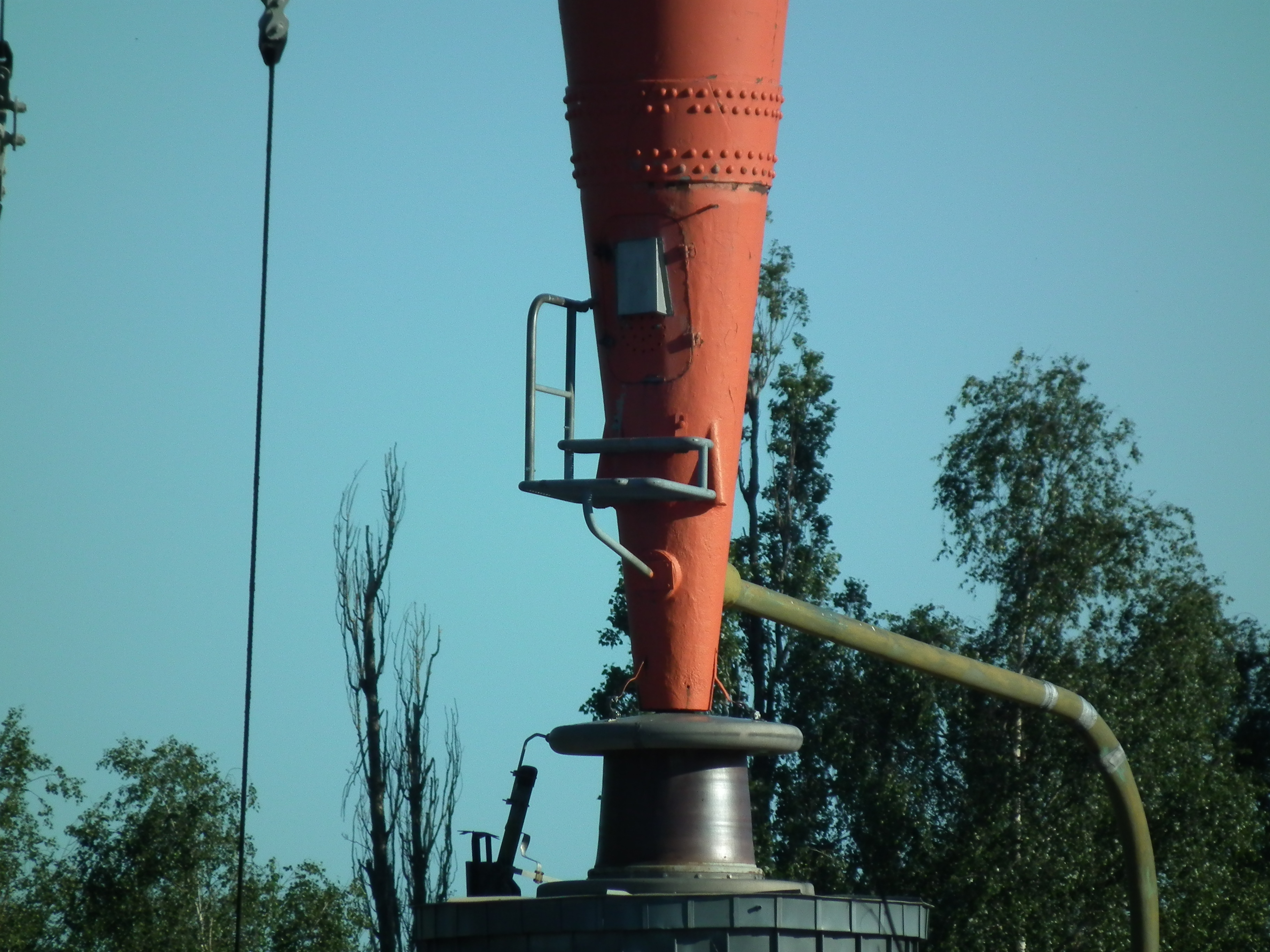
Mastfuß – Gut erkennbar die sehr kleine Auflagefläche auf dem Keramikfuß.
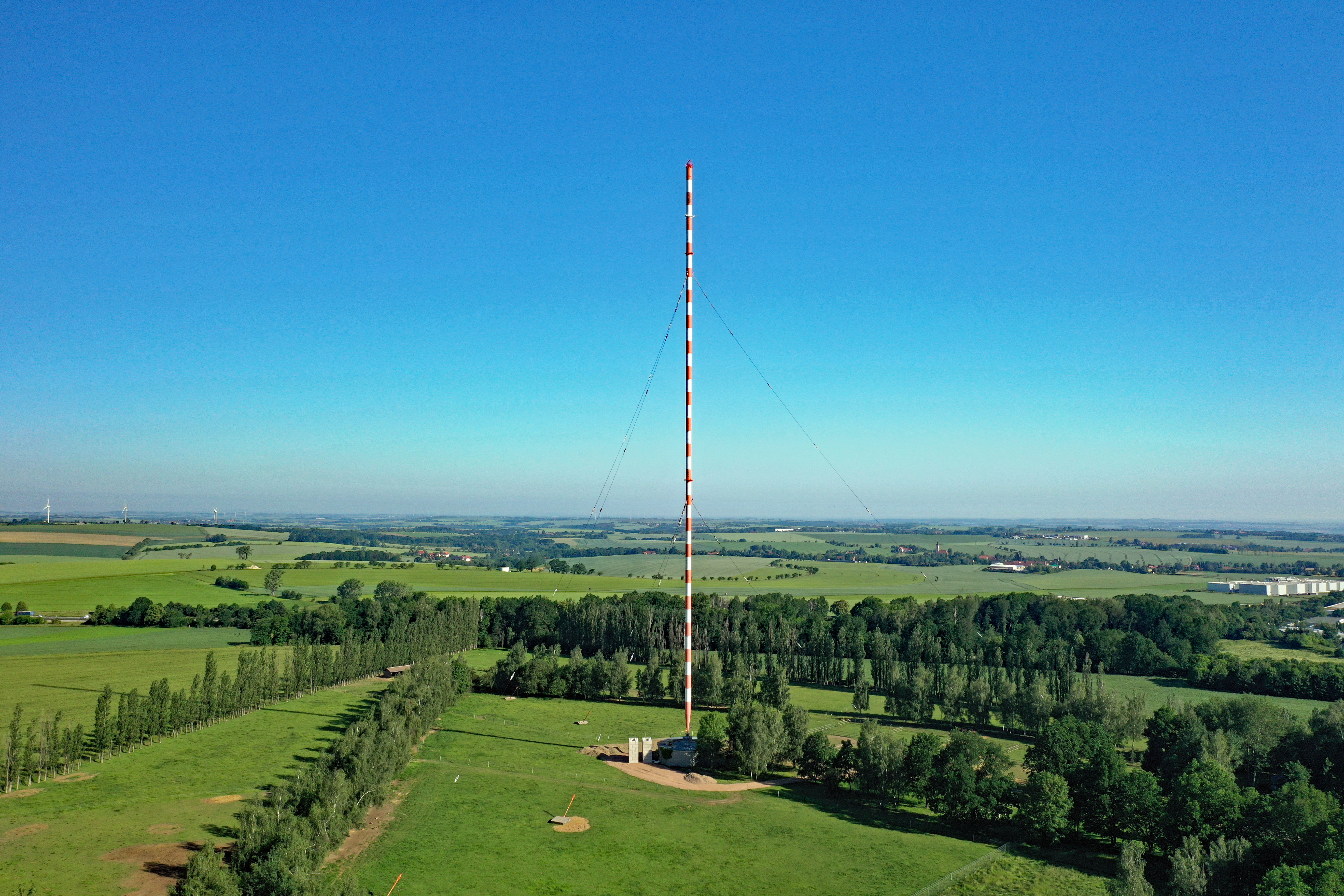
Luftaufnahme Juni 2021
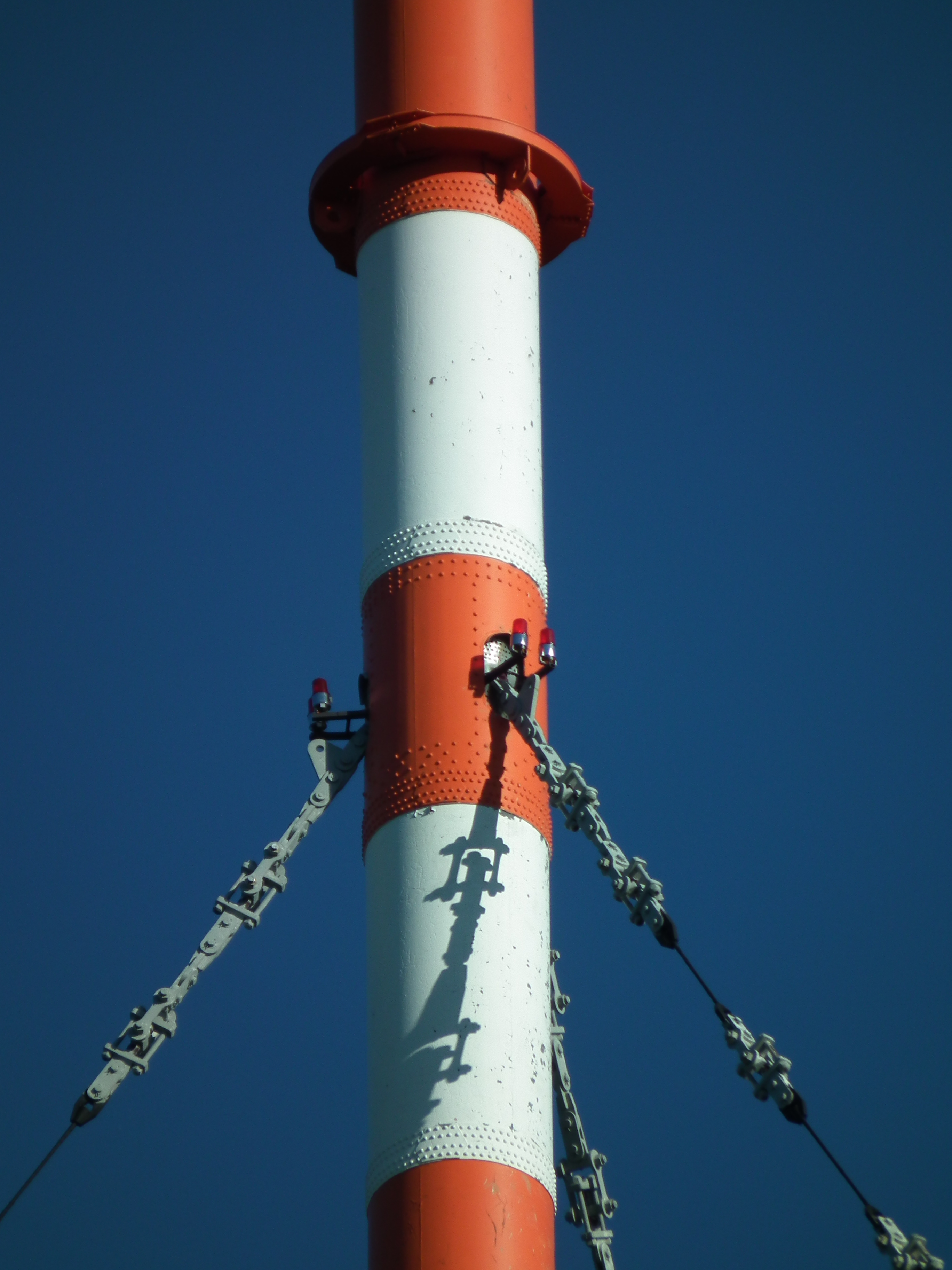
Befestigung der oberen drei Pardunen
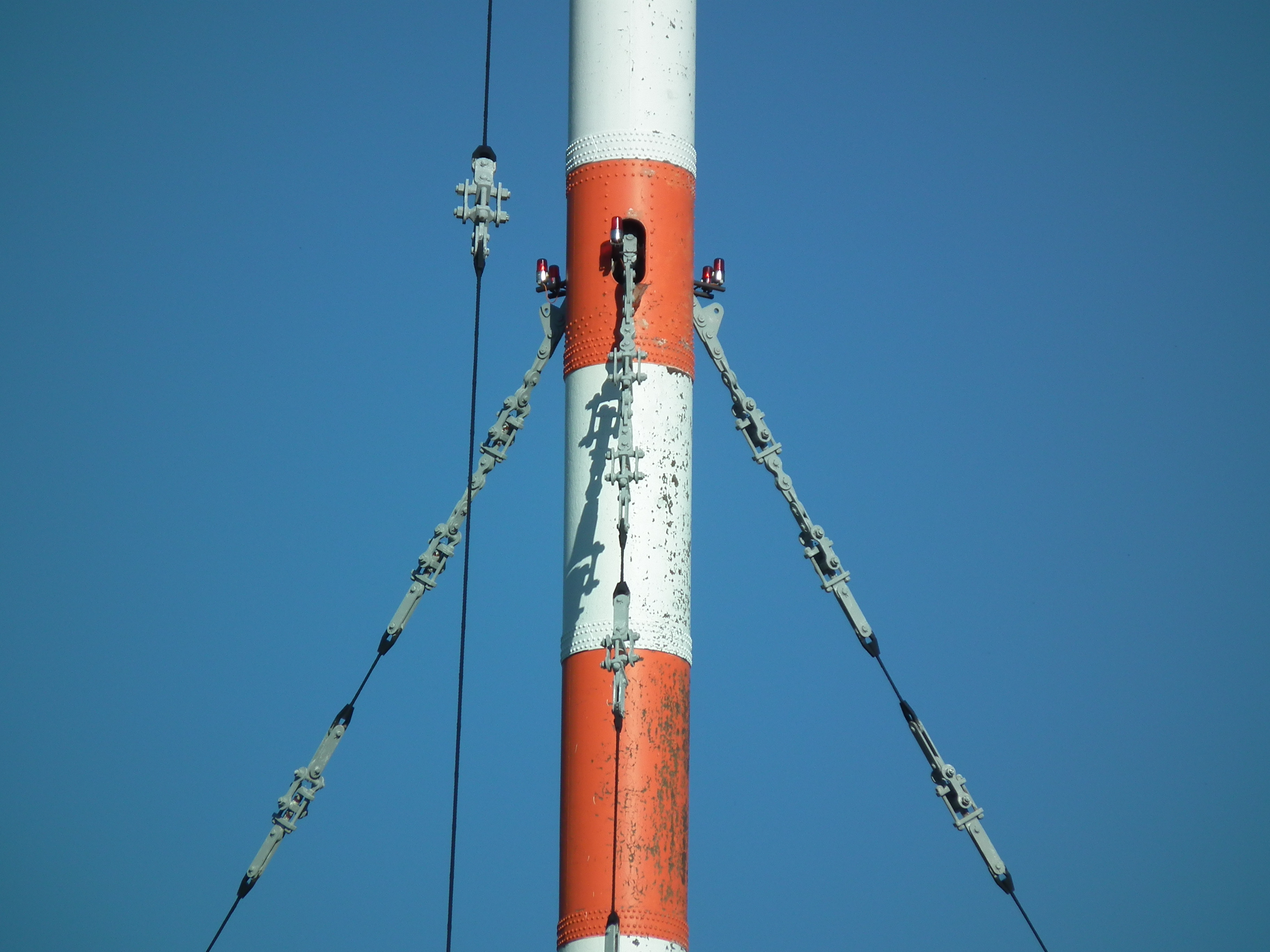
Befestigung der unteren drei Pardunen
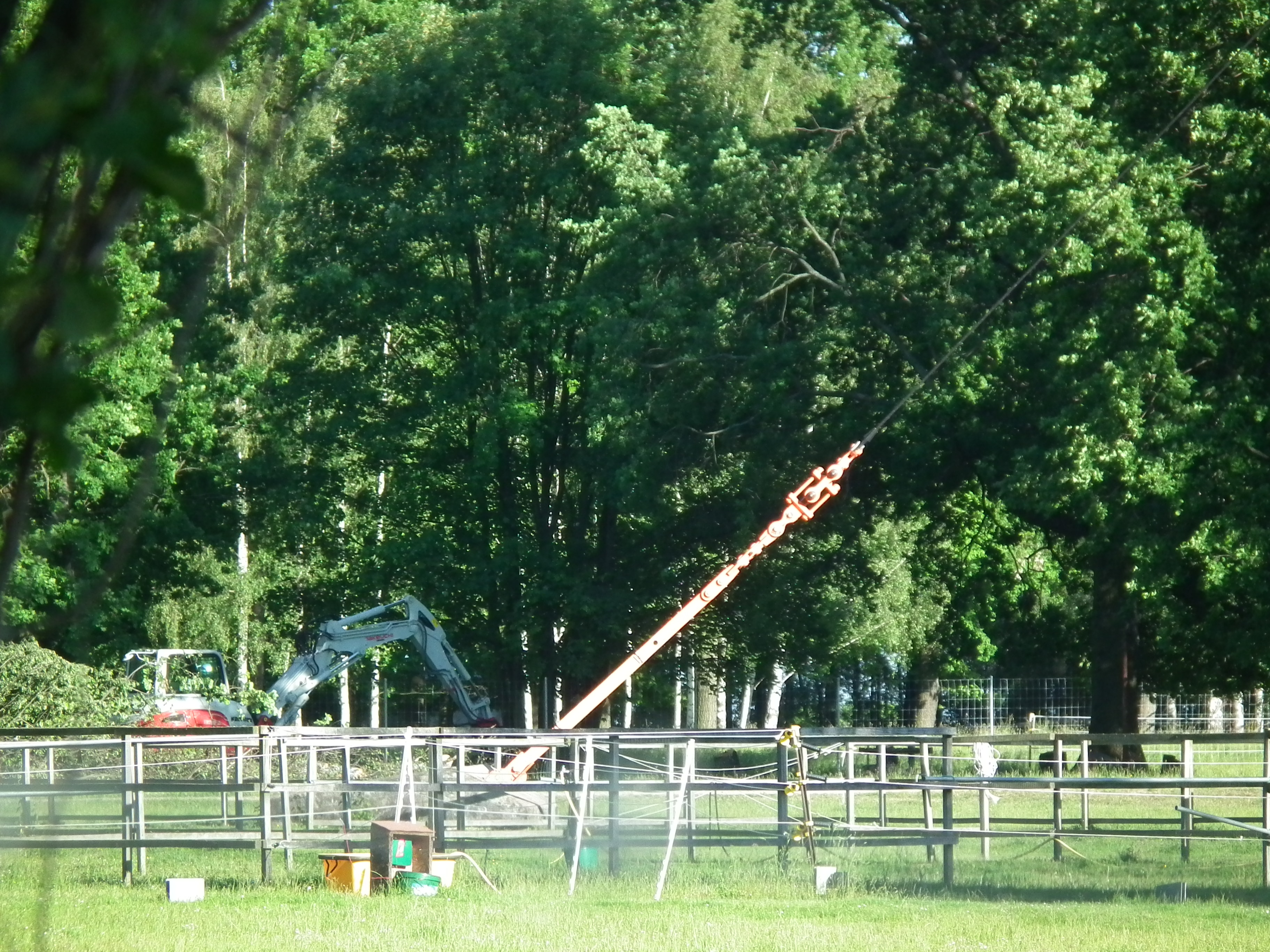
Eine der sechs Bodenverankerungen der Pardunen
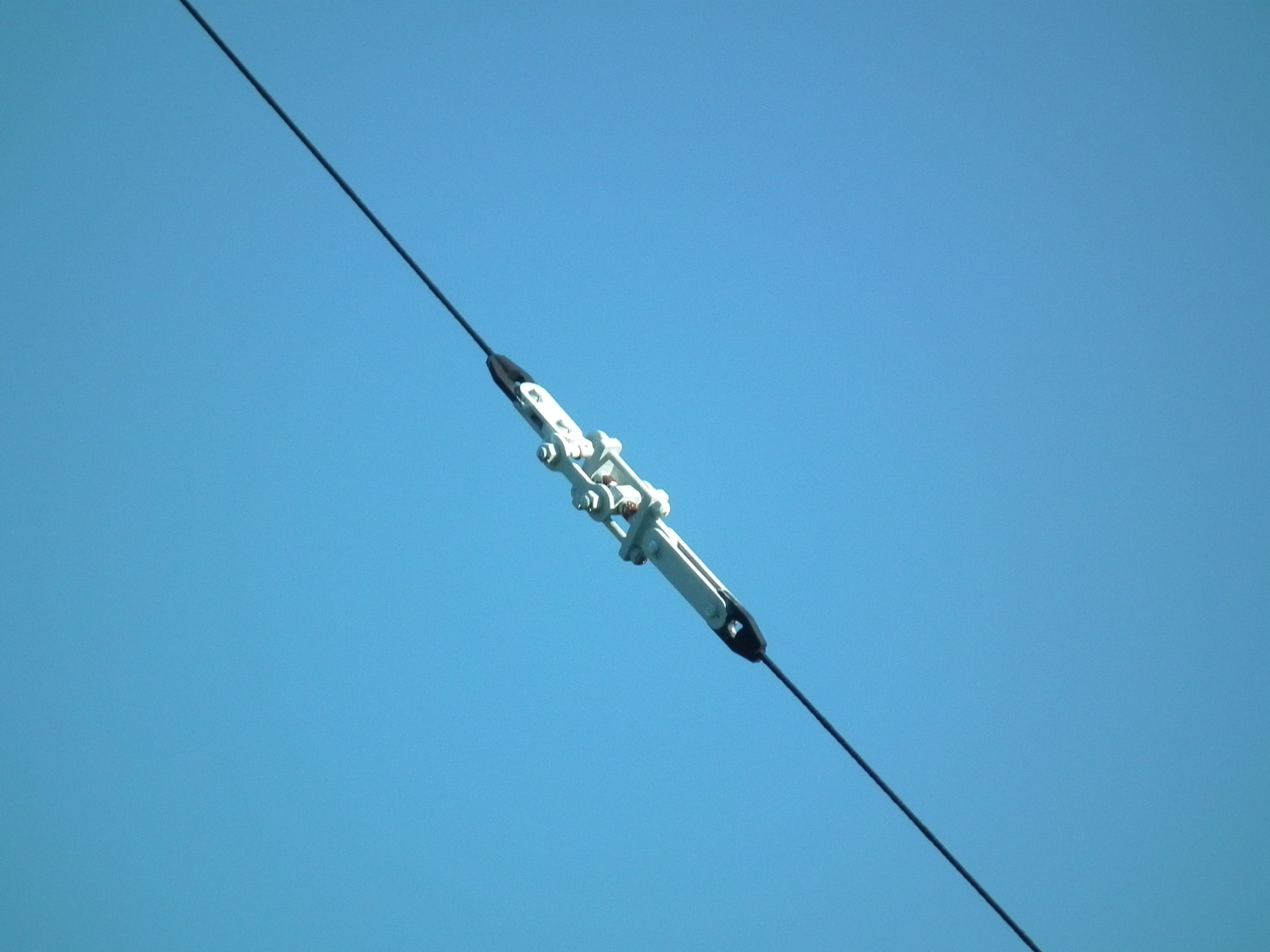
Einer der Pardunenisolatoren
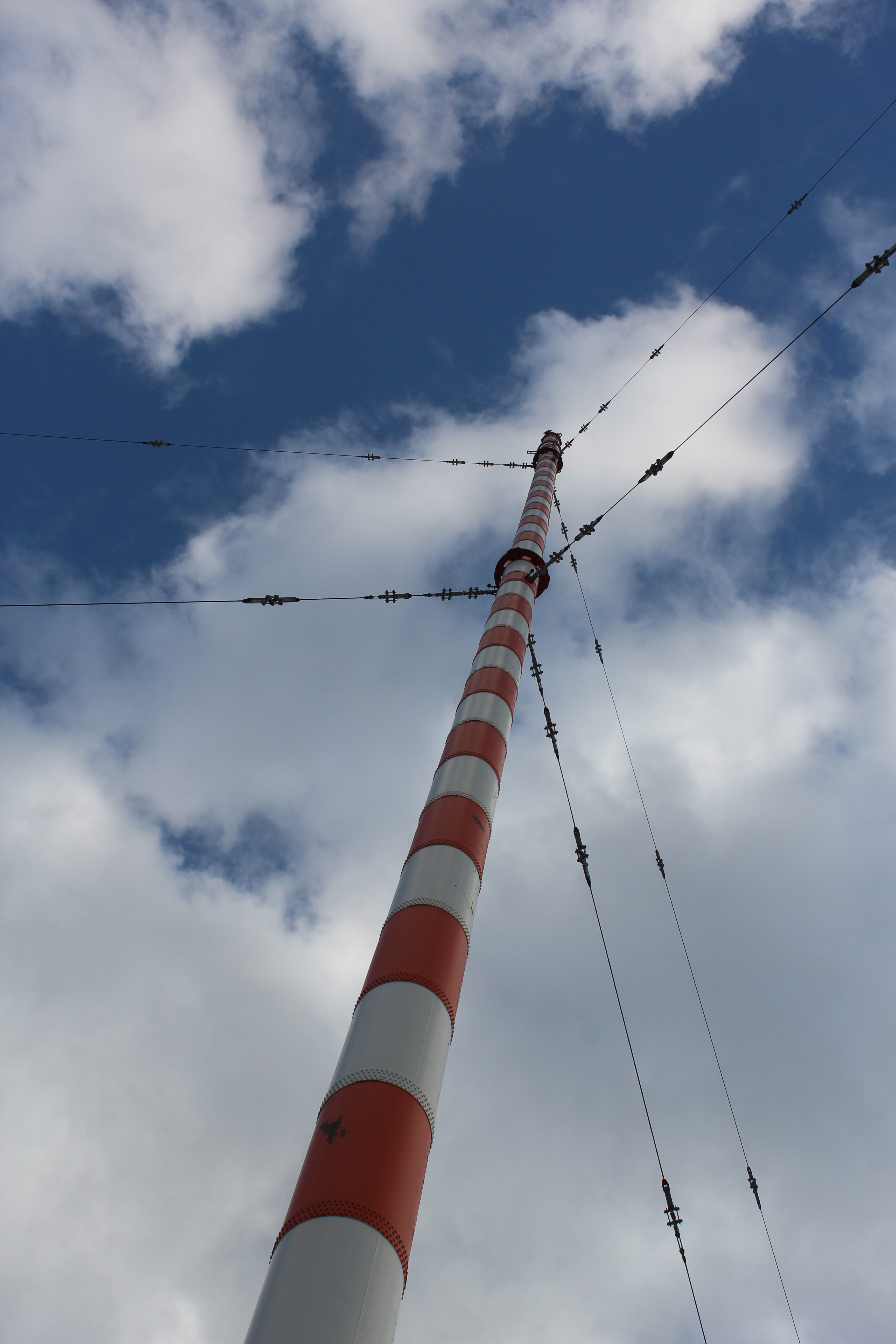
Der Rohrmast mit den sechs Pardunen

Das Heimatmuseum der Stadt Wilsdruff widmet dem Sender Wilsdruff einen besonderen Ausstellungsraum, wo überdies eine sehr informative, allerdings nicht zum Verkauf bestimmte Video-DVD (50 Minuten Länge) zum Sender angeschaut werden kann. Bis zum 1. November 2015 war eine Sonderausstellung im Heimatmuseum der Stadt Wilsdruff dem Sender gewidmet.
Seit dem Verkauf (Jahr 2009) des Flächendenkmals an eine Privatperson ist der Zugang auch zum „Tag des offenen Denkmals“ nicht mehr möglich. Regulär ist das Gelände nicht frei zugänglich. Den Zugang zum Gelände und zu den Einzeldenkmalen regelt der § 9 des SächsDSchG.
Mit Schreiben vom 18. Januar 2019 wurde dem Inhaber des Mastes, Media Broadcast, die Abrissgenehmigung trotz Denkmalschutz erteilt. Der Bescheid enthält vier Bedingungen und acht Auflagen für einen Abbruch. Daraufhin wurde ein Verein, mit dem Ziel den Mast zu erhalten, gegründet. Die Petition zum Erhalt des Funkmastes vom 18. April 2019 trägt 4300 Unterschriften. Die Bestätigung der Voraussetzungen für den Abriss (Freigabe, alle Bedingungen und Auflagen erfüllt) erfolgte mit Schreiben am 14. April 2020. Erst am 26. Mai 2020 wurde bekannt, dass die Rettung des Mastes gescheitert sei und dieser nun endgültig abgerissen werde. Die für den 8. Juni 2021 avisierte Umlegung des Mastes wurde von Media Broadcast abgesagt. Als neuer Termin für den Rückbau des Sendemastes wurde der 1. August 2021 um 09:45 Uhr festgelegt und erfolgte dann 09:32 Uhr. Media Broadcast wird dem Förderverein Funkturm in Wilsdruff ein etwa 10 m langes Stück des Mastes kostenfrei überlassen, um damit in Wilsdruff z. B. ein Denkmal errichten zu können. In dem Bescheid der unteren Denkmalschutzbehörde zum Abbruch an die Media Broadcast steht unter Auflagen 1.6.: Vor Beginn der Abbrucharbeiten ist der detaillierte technologische Ablaufplan zur Beseitigung der Anlagen der unteren Denkmalschutzbehörde vorzulegen. Dabei ist zu prüfen, ob die unteren 5 m des Mastes mit der besonderen Lagerung auf einem Keramikfuß erhalten bleiben können. Das Landesamt für Denkmalpflege Sachsen führte den Sendemast und Fußgebäude (Antennenhaus) unter der Objekt-Dok.-Nr. 09300471 bis 20. August 2021 als nach dem Sächsischen Denkmalschutzgesetz geschützt. Ab 21. August 2021 erfolgte die Weiterführung des Schutzes für das Antennenhaus des (abgebrochenen) Rohrmastes einschließlich Fußpunktisolator sowie Isolator samt Kabelansatz der Einspeisung als Denkmaleinheit. Entgegen den Festlegungen der Denkmalschutzbehörde wurde der Fußpunktisolator am 24. September 2021 vom Dach des Antennenhauses entfernt und dabei beschädigt.

Bilder nach der Sprengung und Abriss des Funkmastes
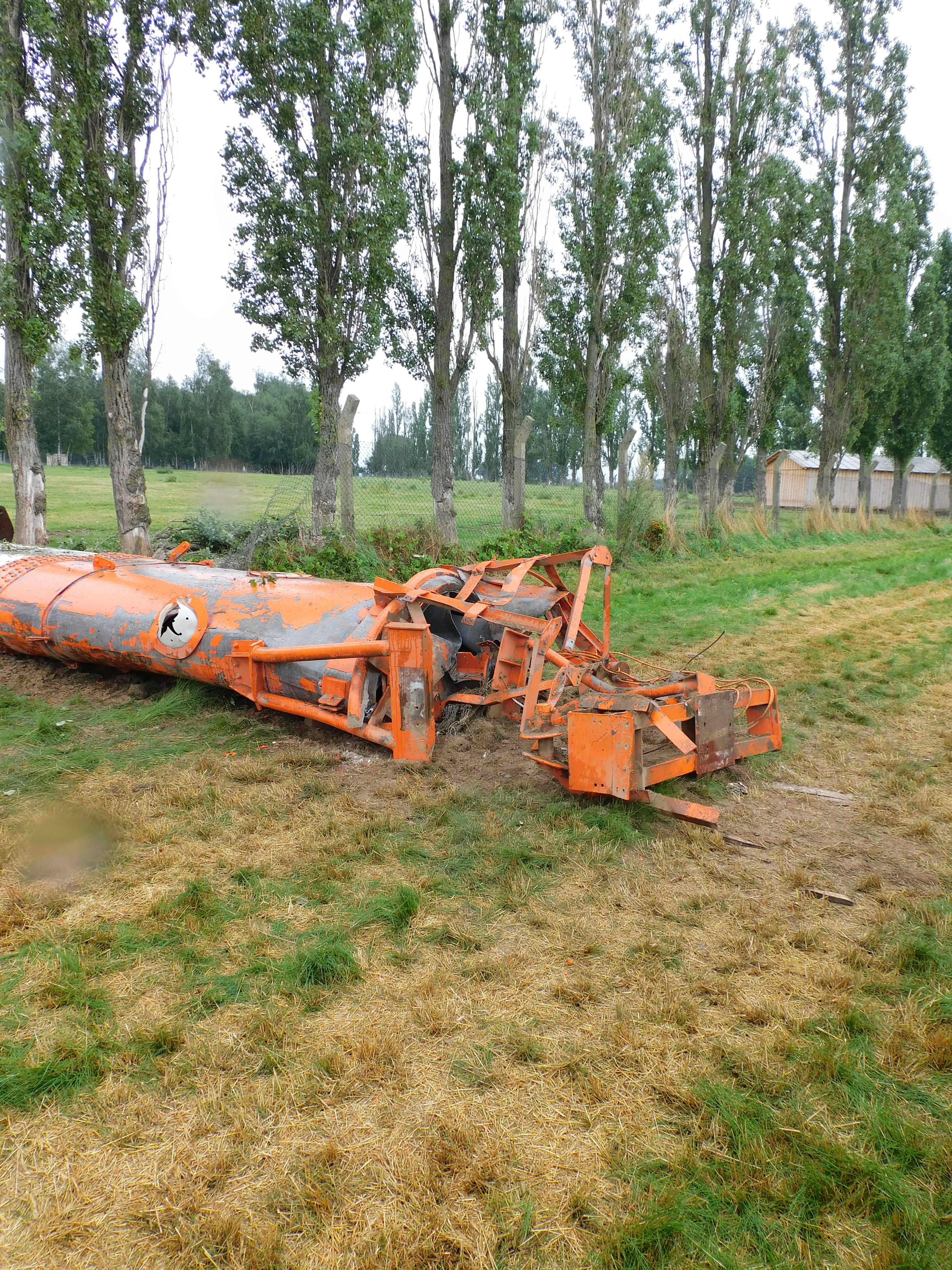
Antennenspitze
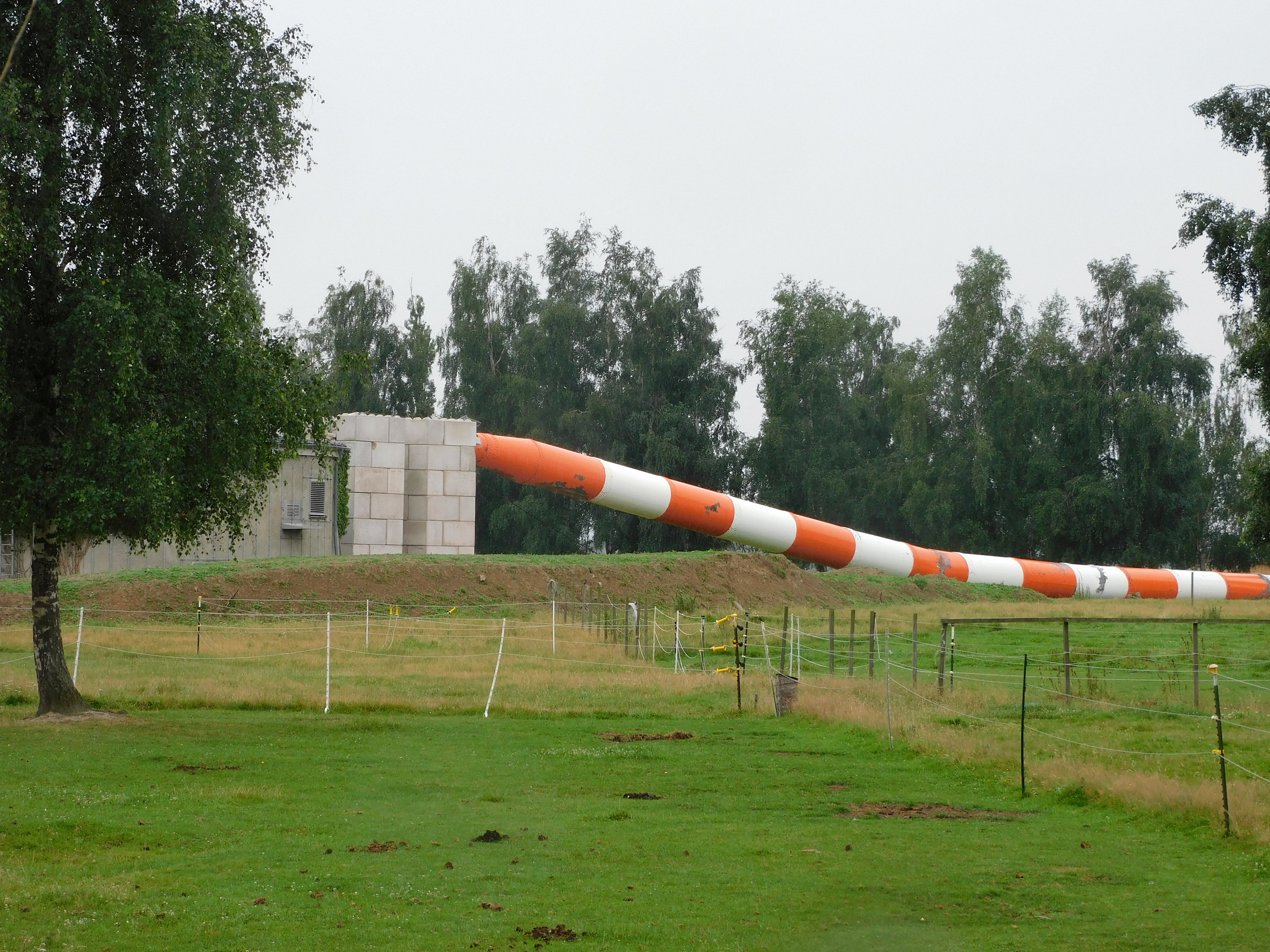
Antennenfuß
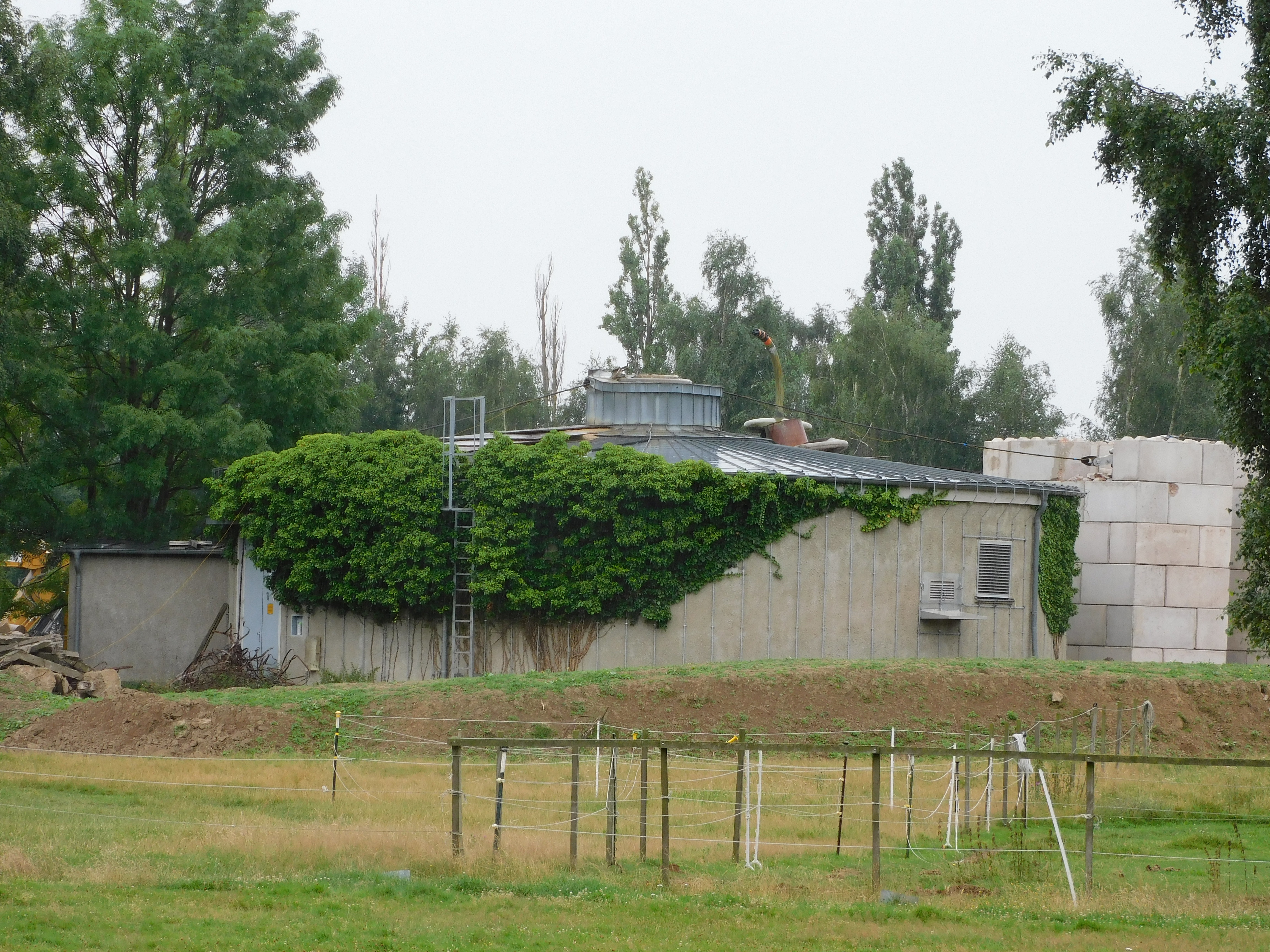
Fußgebäude
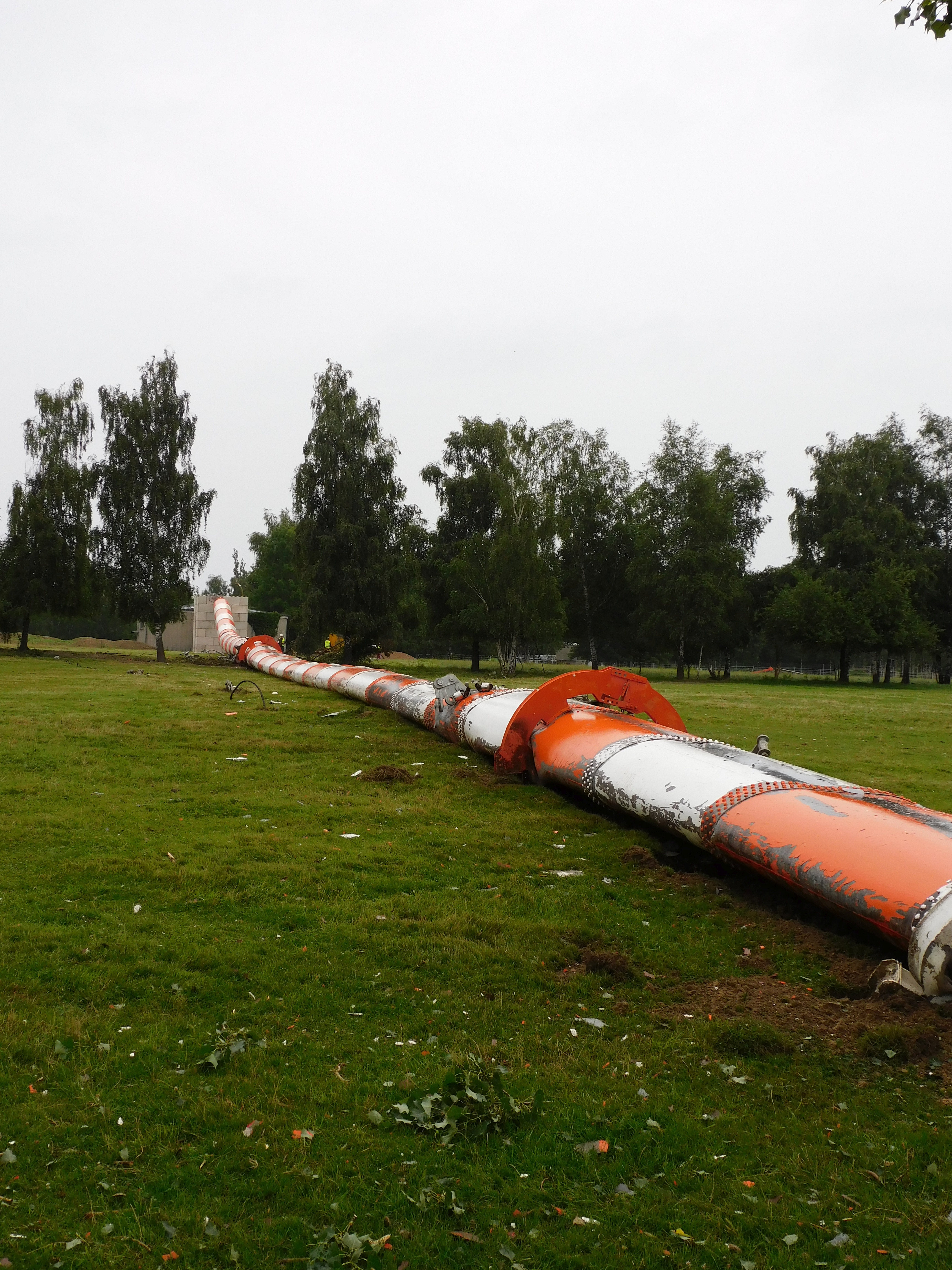
Funkmast
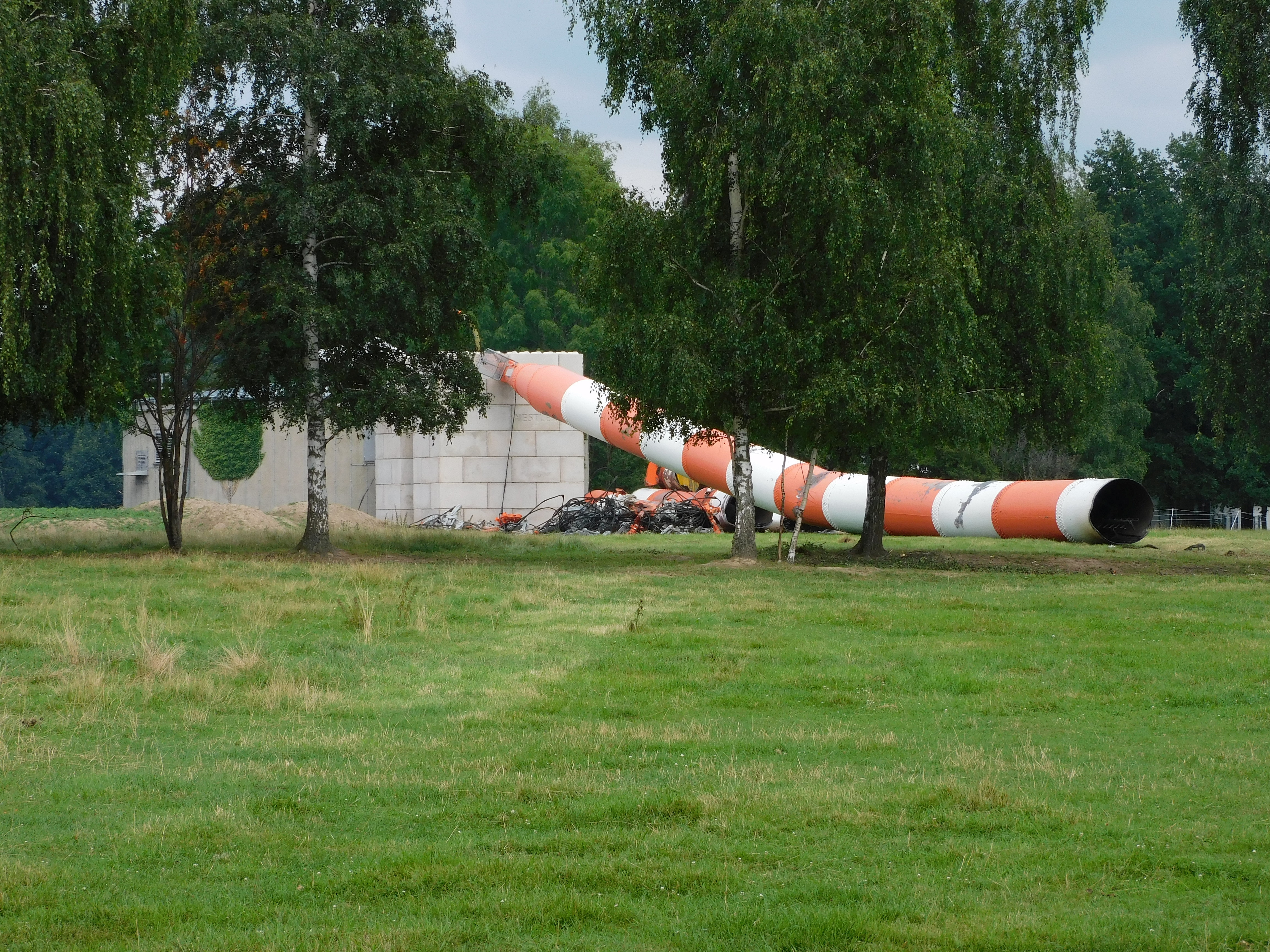
Ehemals unterer Teil
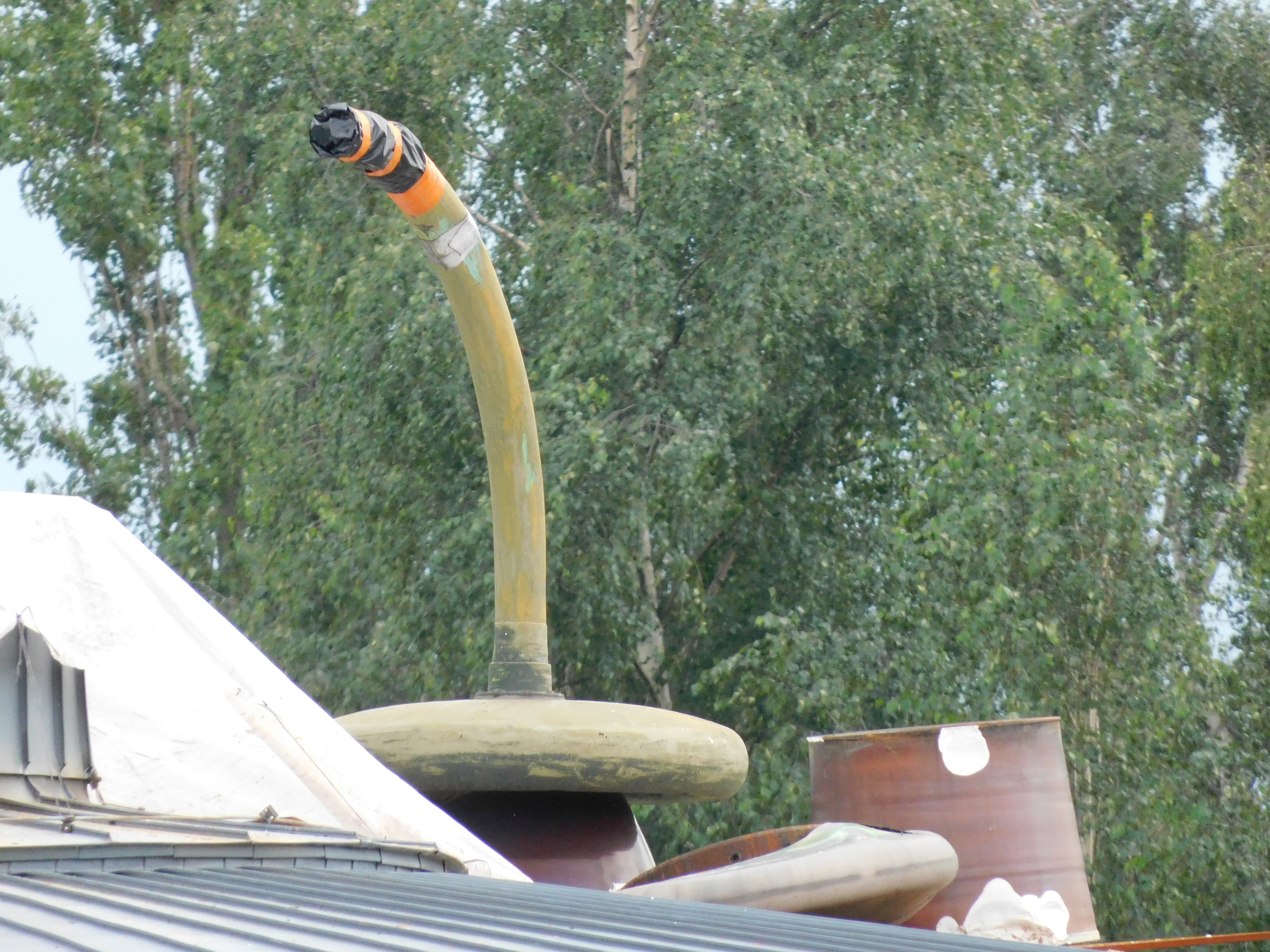
Einspeisung (links) und beschädigter Fußpunkt-Isolator (rechts)
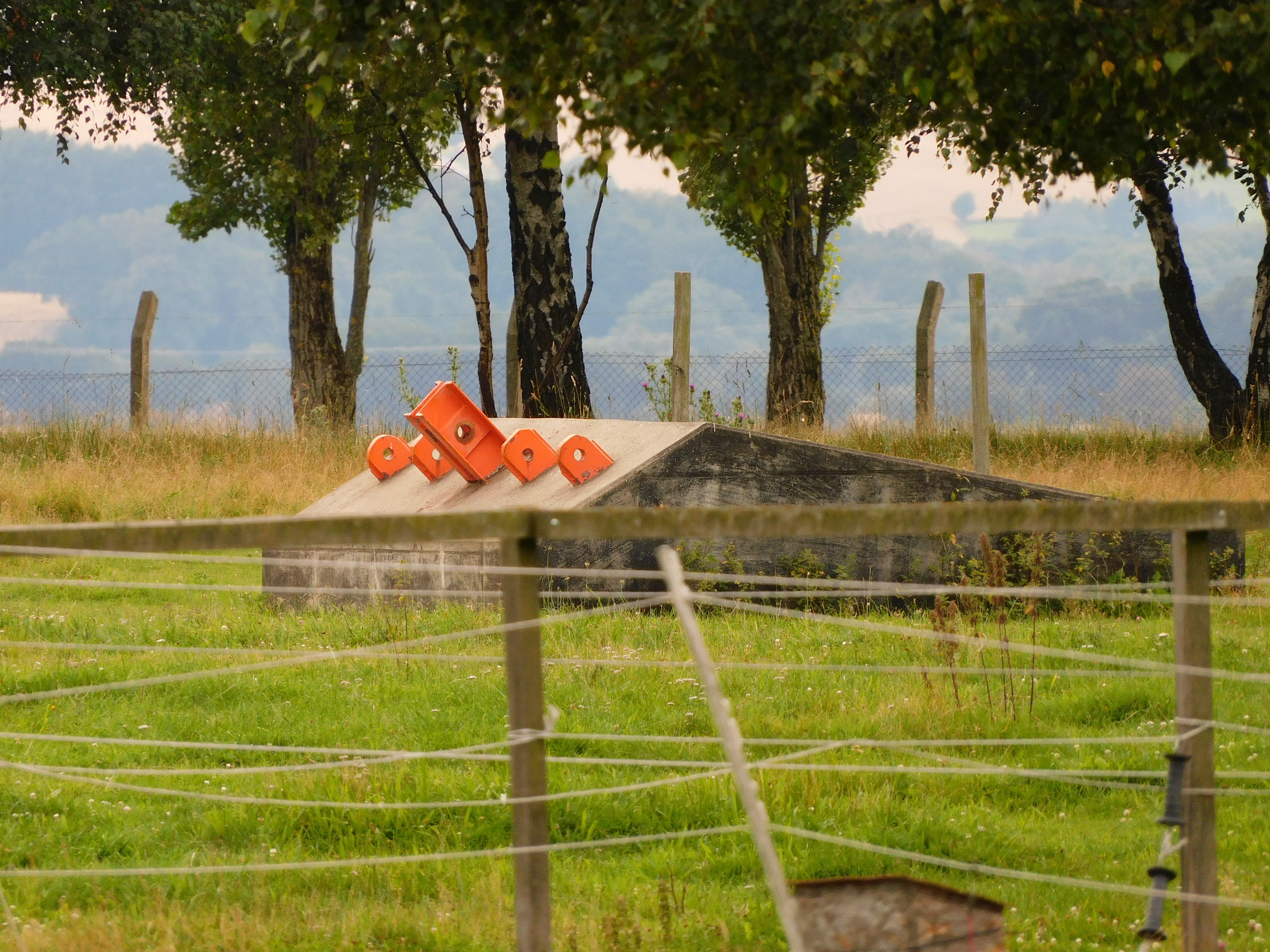
Bodenhalterung einer Pardune
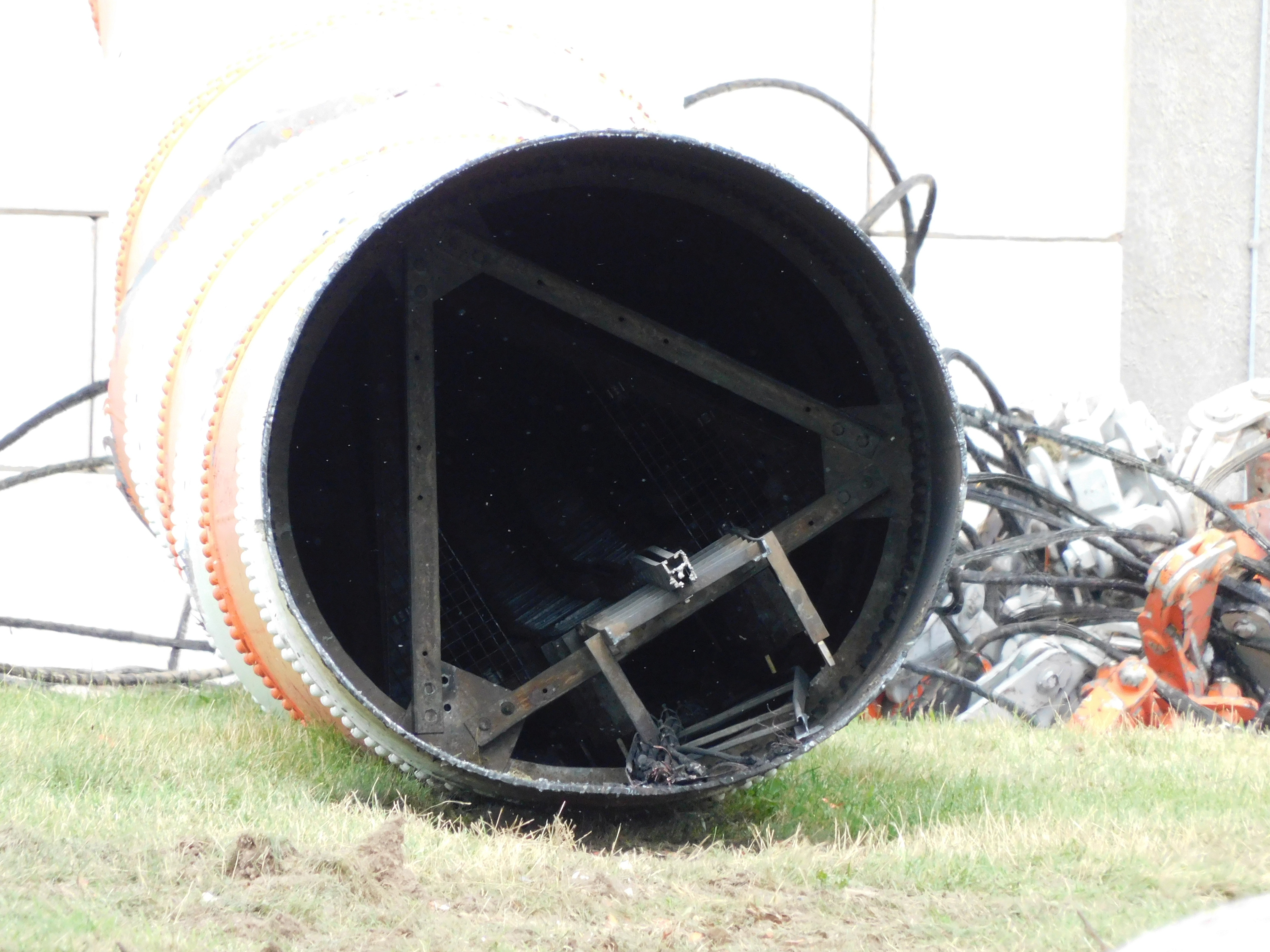
Innenansicht Funkmast mit Leiteraufstieg
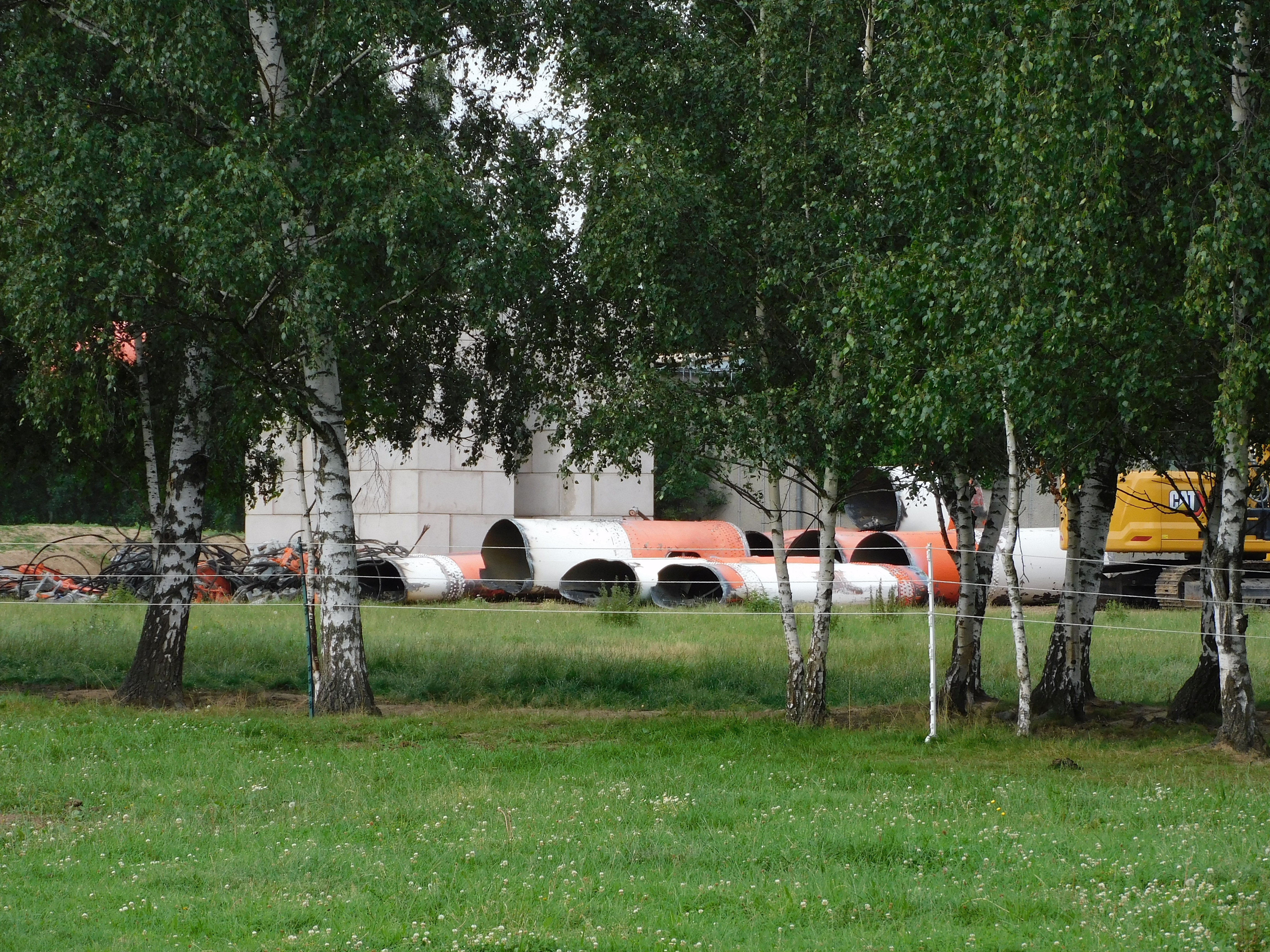
Reste vor der Verschrottung
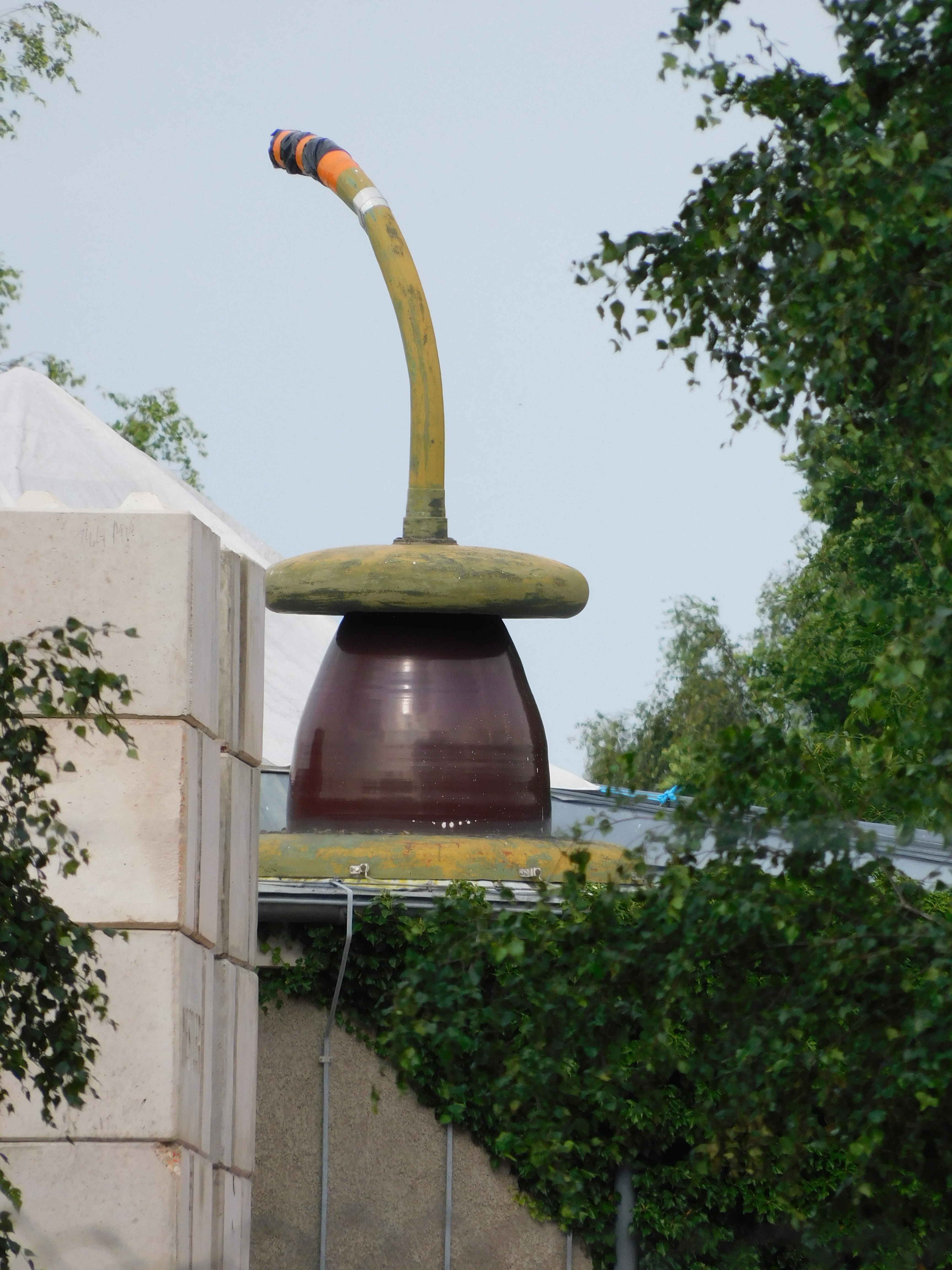
Isolator der Einspeisung

### Geschichte des Fußgebäudes

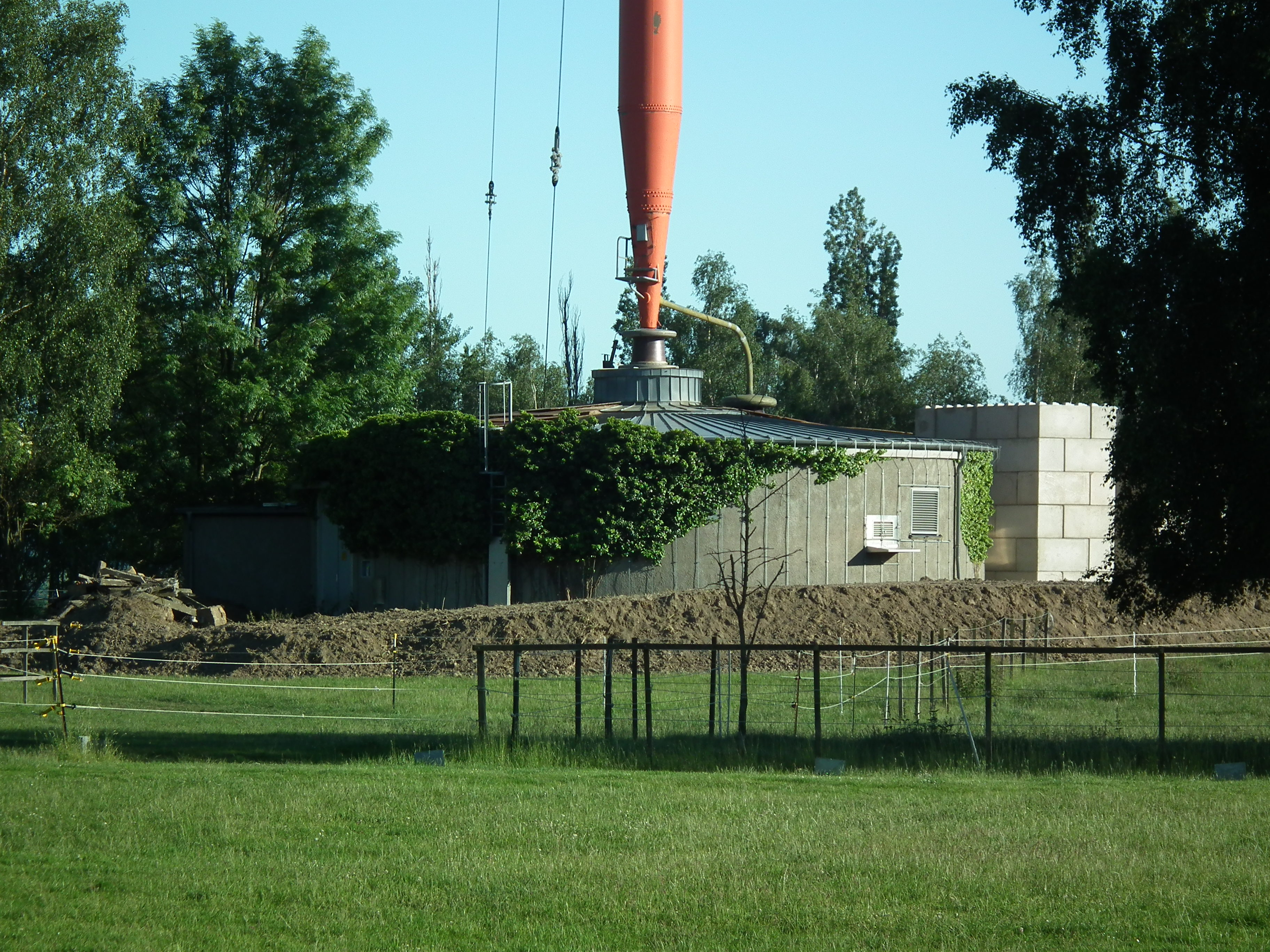
Das Fußgebäude wenige Tage vor der Sprengung. Um das Gebäude zu schützen wurde in der rechten Bildhälfte ein Stapel aus sogenannten Nestler-Blöcken (große Betonsteine mit Noppen) errichtet, damit der untere Teil des fallenden Mastes nicht das Gebäude beschädigt.

Das Fußgebäude ist eine Einheit von baulicher Hülle und technischer Einrichtung. Es ist ein Faradayscher Käfig. Dort sind die Abstimmeinrichtung und die Steuerung der Befeuerung für den Sendemast fest verbaut. Das Denkmalamt betrachtet jedoch das Fußgebäude als normales Haus mit Einrichtungsgegenständen (Mobilien wie Möbel). Mit dem Bescheid der unteren Denkmalschutzbehörde vom 18. Januar 2019 wurde auch der Abstimmeinrichtung der Denkmalschutz entzogen. Eine Bergung ist nicht angeordnet. Lediglich eine Dokumentation wird in der 2. Bedingung verlangt. Die Media Broadcast hatte daher die Verschrottung beauftragt. Am 30. Juni 2021 haben die Vereine die Abstimmeinrichtung geborgen und sind deren Eigentümer. Es wurde umgehend ein Antrag auf Denkmalschutz gestellt.
Auf dem Fußgebäude befand sich mittig der Fußpunktisolator vom Typ HS. St. 1679. Er trug und isolierte den Sendemast. Das Kürzel HS. steht für die Hermsdorf-Schomburg-Isolatoren GmbH, kurz HESCHO (später Kombinat Keramische Werke Hermsdorf). Die Abkürzung St. steht für das verwendete Material Steatit. Er hat eine Masse von rund 7 t.